# Liste de femmes monarques

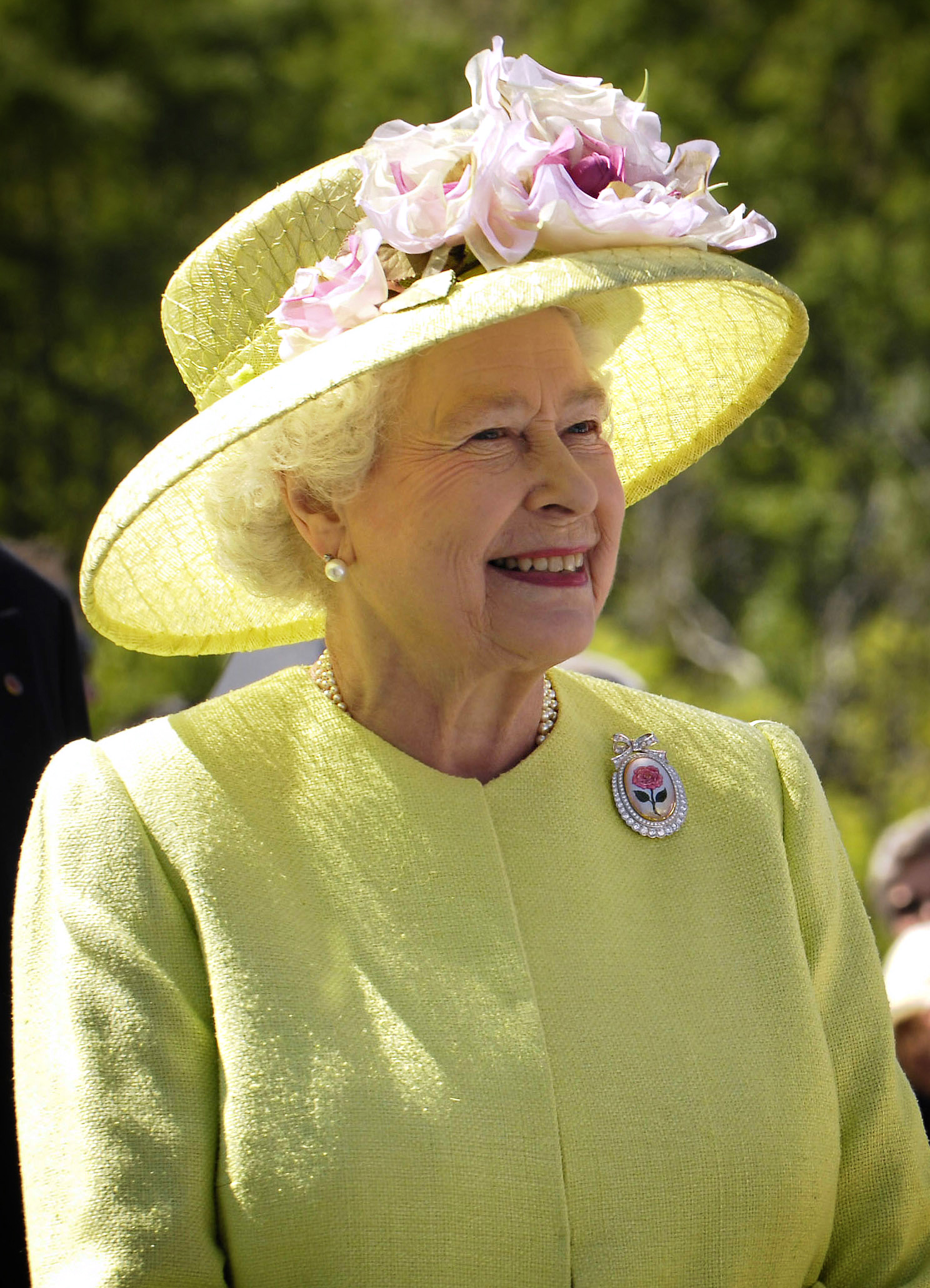
Élisabeth II, reine du Royaume-Uni entre 1952 et 2022.

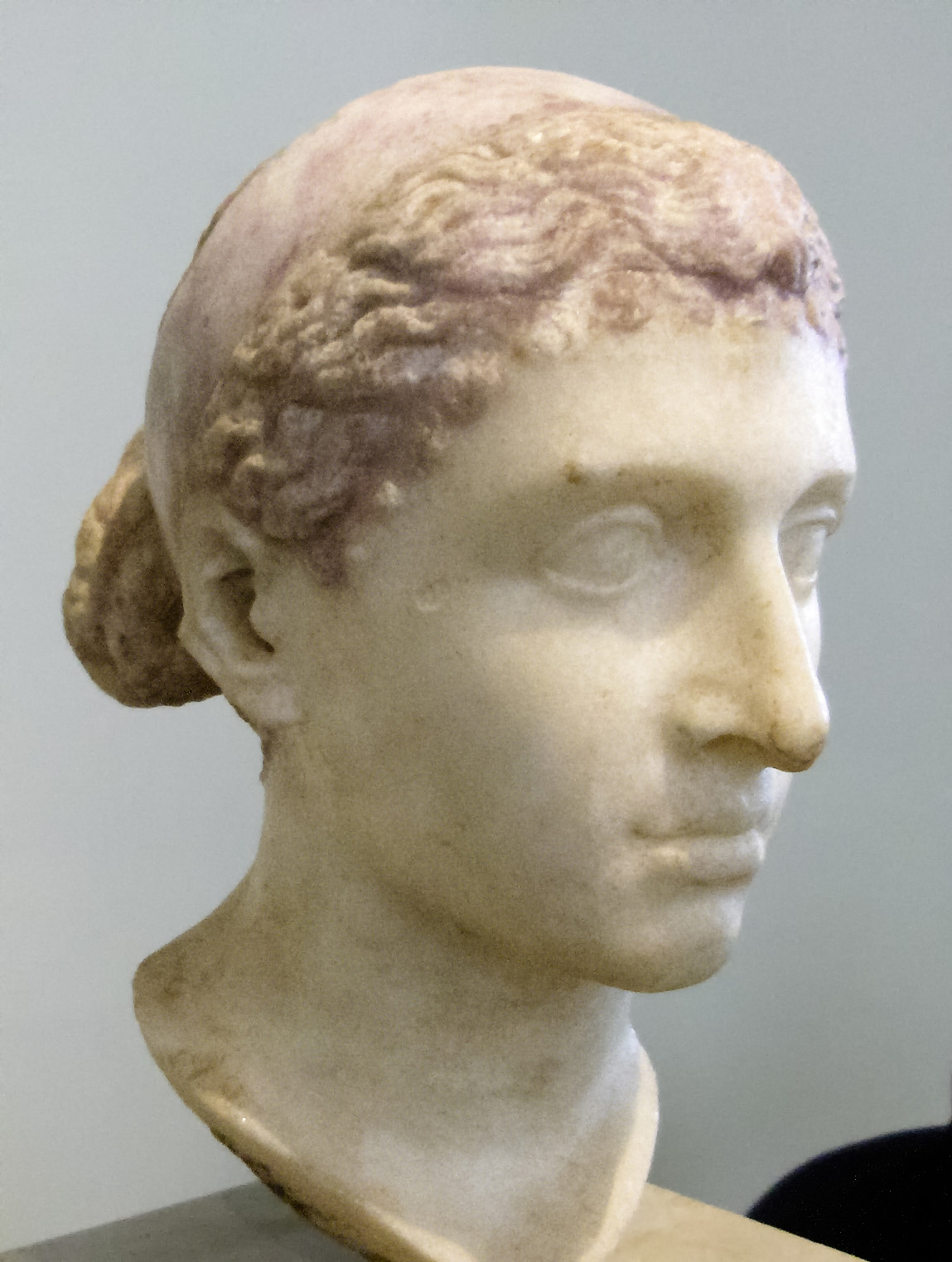
Cléopâtre VII, reine d'Égypte entre 51 et -30

Cette liste de femmes monarques recense toutes les femmes qui ont régné, en fait ou seulement en titre, sur un pays en qualité de reine, d'impératrice ou d'autre titre similaire, ainsi que celui de régente.

## Afrique

### Afrique du Sud
- Maselekwane Modjadji, reine des Balobedu entre 1800 et 1854.
- Masalanabo Modjadji, reine des Balobedu entre 1854 et 1894.
- Khetoane Modjadji, reine des Balobedu entre 1895 et 1959.
- Makoma Modjadji, reine des Balobedu entre 1959 et 1980.
- Mokope Modjadji, reine des Balobedu entre 1981 et 2001.
- Makobo Modjadji, reine des Balobedu entre 2003 et 2005.
- Masalanabo Modjadji, reine des Balobedu depuis 2025.
- Mmanthatisi, régente des Batlokwa (en) de 1813 à 1824

### Algérie

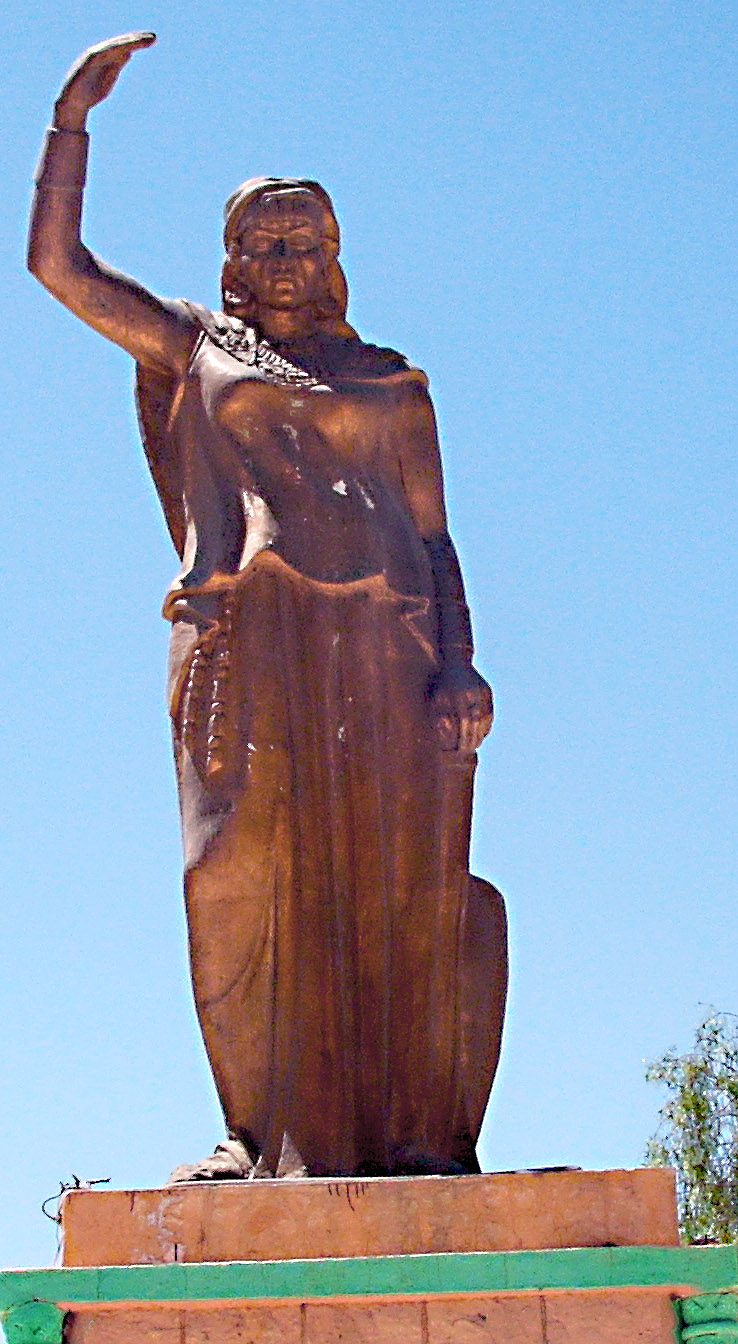
Kahena, reine des Berbères.

- Tin Hinan, reine des Touaregs au IVe siècle
- Kahena, reine des Berbères au VIIe siècle
- Aïcha, régente de Touggourt de 1833 à 1846
- Cléopâtre Séléné II, souveraine de Maurétanie césarienne avec son époux Juba II
- Julia Urania, reine berbère de Maurétanie césarienne avec son époux Ptolémée de Maurétanie

### Angola
- Mussasa, reine de Jaga au XVIIe siècle.
- Tembandumba, reine de Jaga
- Mwongo Matamba, reine de Matamba jusqu'en 1631
- Ana Ire (v. 1583-1663), reine de Matamba entre 1631 et 1663 et de Ndongo entre 1624 et 1626 et entre 1657 et 1663.
- Barbara, reine de Matamba entre 1663 et 1666.
- Véronique Ire du Matamba, reine de Matamba entre 1681 et 1721.
- Anna II, reine de Matamba entre 1741 et 1756.
- Véronique II, reine de Matamba entre 1756 et 1758.
- Anna III, reine de Matamba à partir de 1758.
- Mukambu Mbandi, reine de Matamba entre 1763 et 1771.

### Dahomey / Bénin
- Hangbé, reine entre 1708 et 1711.

### Royaume du Congo
- Ana Afonso de Leão, reine (vers 1669-1710)
- Suzana de Nóbrega, reine (vers 1670-1700)

### Égypte
- Shesh Ire (dynastie zéro)
- Herneith (1re dynastie, régente)

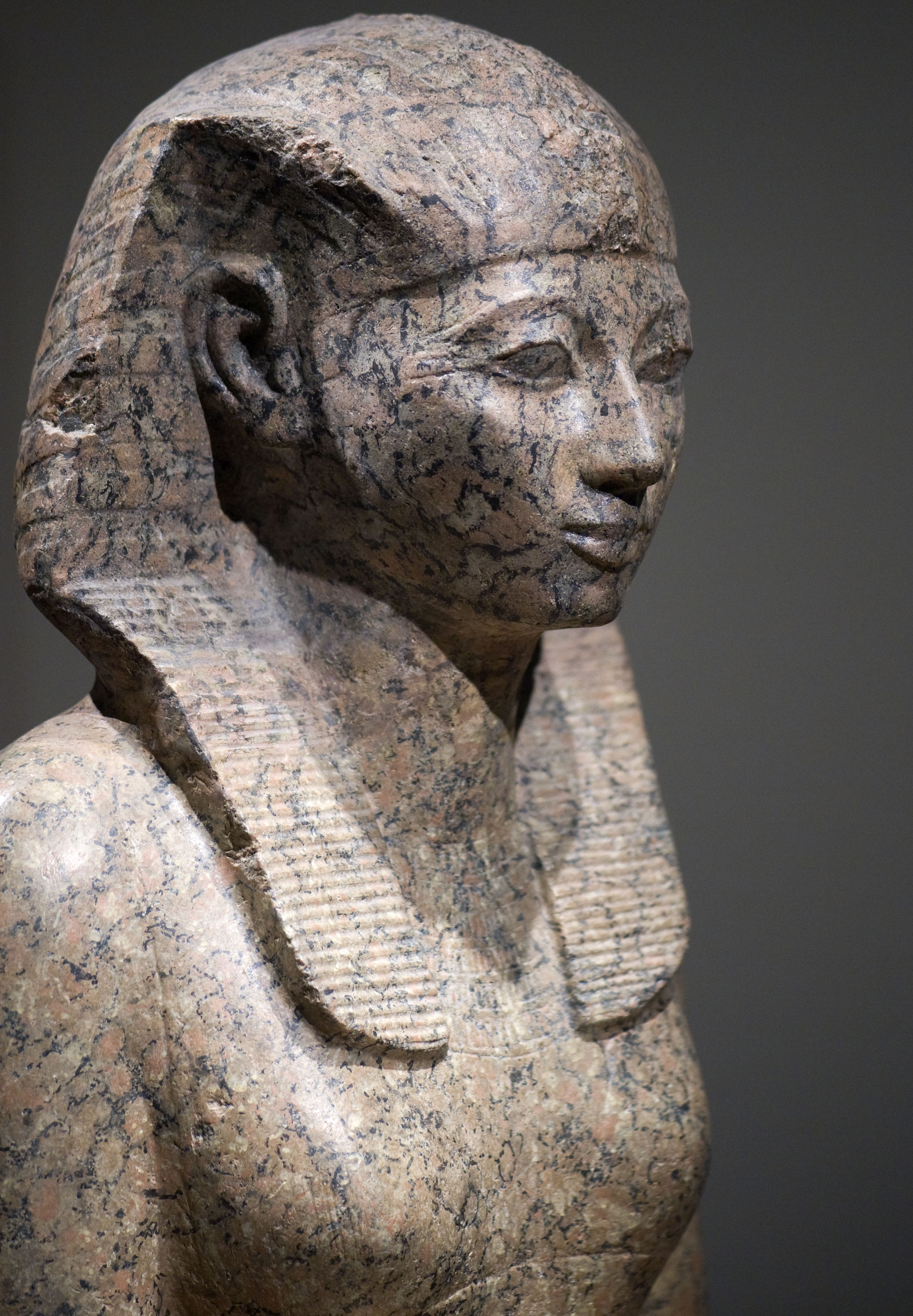
Hatchepsout, pharaon d'Égypte.

- Merneith, reine de 2914 à 2900 av. J.-C.
- Nimaathap
- Iâhhotep (17e dynastie)
- Ahmès-Néfertary (régente, 18e dynastie)
- Khentkaous (5e dynastie)
- Nitocris, pharaon de 2152 à 2150 av. J.-C.
- Néférousobek, pharaon de 1790 à 1780 av. J.-C.
- Hatchepsout, pharaon de 1479-1478 à 1458-1457 av. J.-C.
- Ânkh-Khéperourê, pharaon de 1338 à 1336-1335 av. J.-C.
- Taousert, pharaon de 1188 à 1186 av. J.-C.
- Bérénice Ire
- Arsinoé Ire
- Arsinoé II
- Bérénice II
- Arsinoé III
- Cléopâtre Ire
- Cléopâtre II
- Cléopâtre III
- Cléopâtre IV
- Bérénice III
- Cléopâtre V
- Cléopâtre VI
- Bérénice IV
- Cléopâtre VII (v. 69-30 av. J.-C.), reine de 51 à 30 av. J.-C.
- Arsinoé IV

### Éthiopie
- Reine de Saba
- Gudit reine du Simien

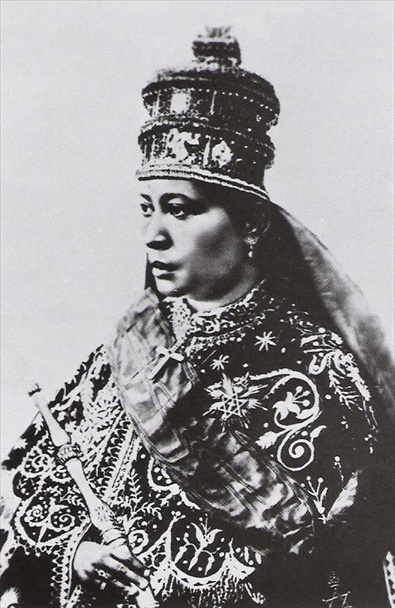
Zewditou Ire, impératrice d'Éthiopie.

- Zewditou Ire (1876-1930), impératrice du 27 septembre 1916 au 2 avril 1930

### Ghana
- Nana Afia Dokuaa

### Madagascar
- Ranavalona Ire (1788-1861), reine du 1er août 1828 au 16 août 1861

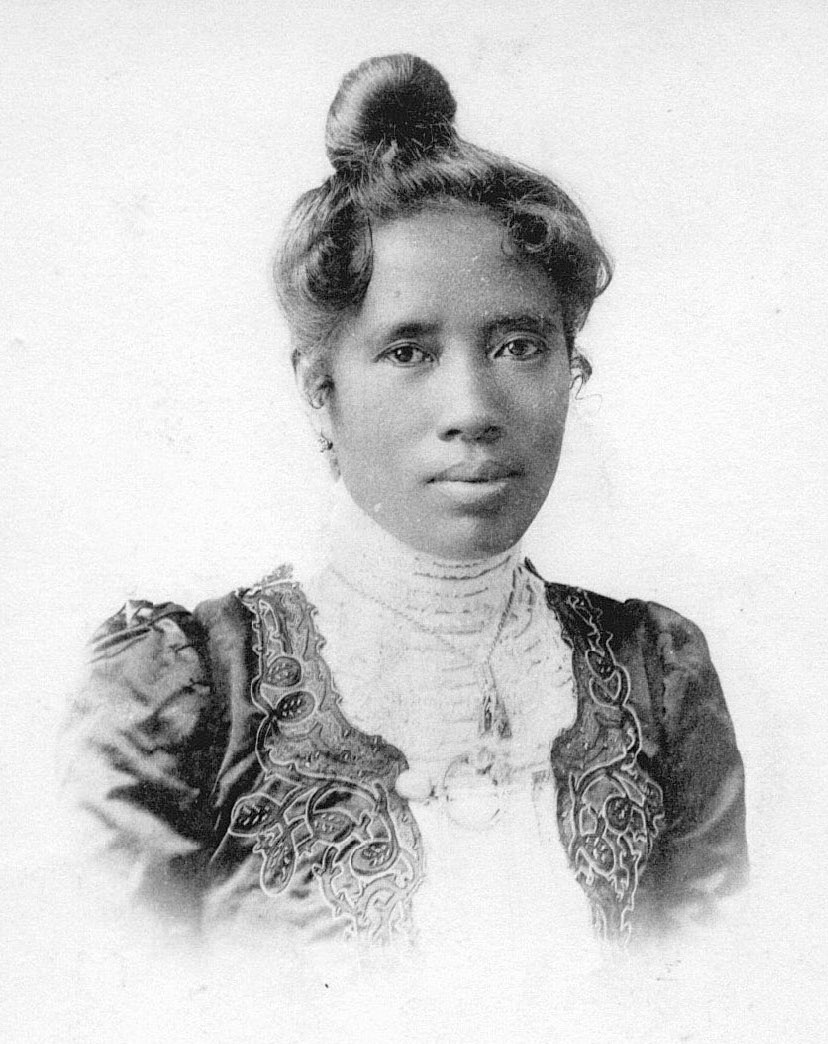
Ranavalona III, reine de Madagascar (1883-1897).

- Rasoherina (1814-1868), reine du 12 mai 1863 au 1er avril 1868
- Ranavalona II (1829-1883), reine du 2 avril 1868 au 13 juillet 1883
- Ranavalona III (1861-1917), reine du 30 juillet 1883 au 28 février 1897.

### Maroc
- Zaynab Nefzaouia, reine consort et épouse de Youssef ben Tachfine, cofondatrice de la dynastie almoravide au XIe siècle.

### Niger
- Sarraounia, reine des Aznas à la fin du XIXe siècle.

### Nigéria
- Amina de Zaria (1533-vers 1610), reine de Zazzau entre 1536 et 1573 (selon certaines sources).
- Orompoto, alaafin de l'empire Yoruba d'Oyo entre 1554 et 1562.
- Aissa Koli, souveraine de l'empire du Kanem-Bornu.

### Nubie
- Karimala
- Candace de Méroé, reine (v.) entre 345 et 332 av. J.-C.
- Alakhebasken, reine vers 295 av. J.-C.
- Shanakdakhete, reine (v.) entre 177 et 155 av. J.-C.
- Amanikhabale, reine (v.) entre 50 et 40 av. J.-C.
- Amanirenas, reine (v.) entre 40 et 10 av. J.-C.
- Amanishakhéto, reine (v.) entre 10 av. J.-C. et 1.
- Nawidemak
- Amanitore, reine entre 1 et 20.

- Amantitere, reine entre 22 et 41.

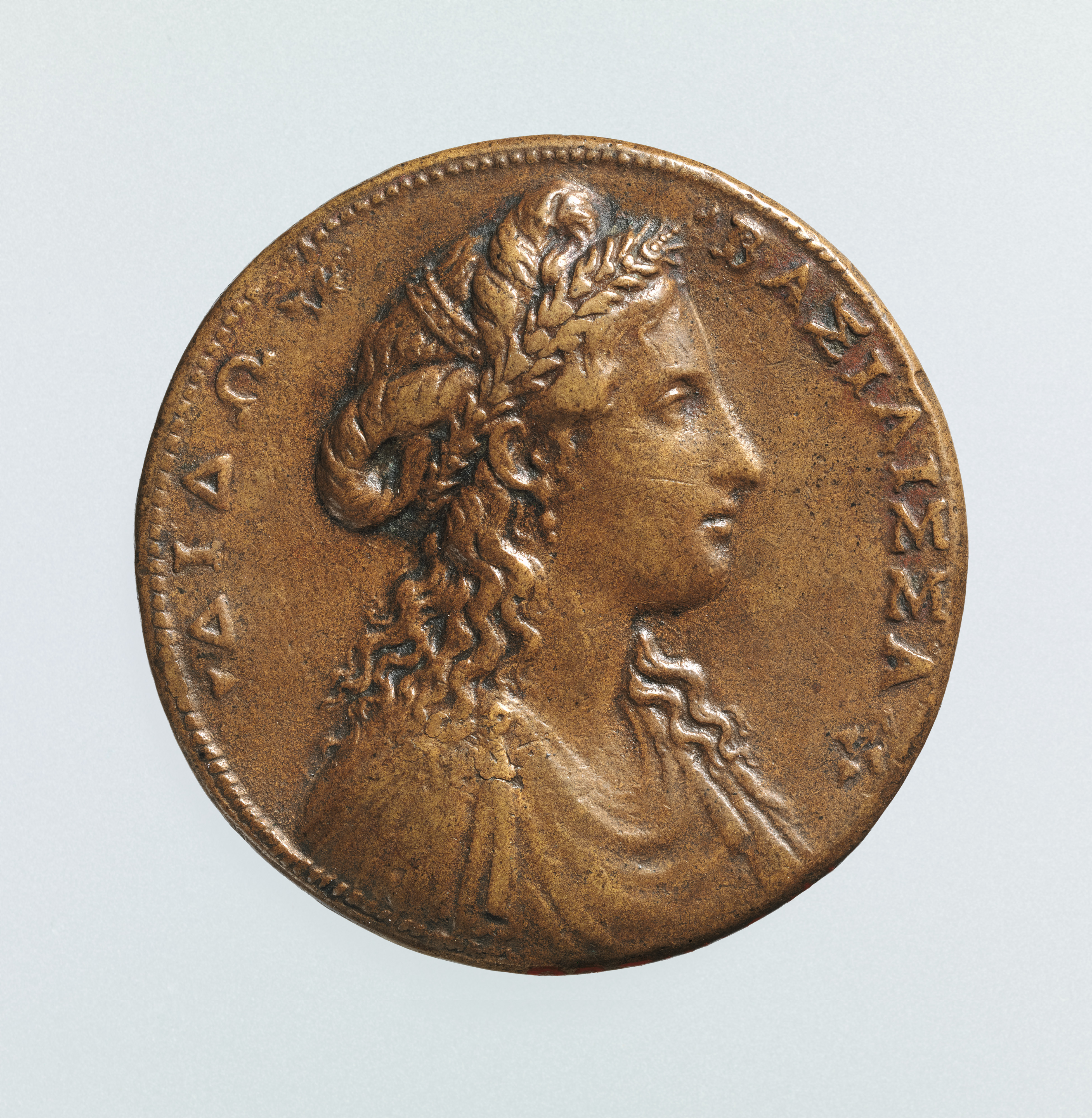
Didon, reine de Carthage.

- Amanikhatashan, reine entre 62 et 85.
- Maleqorobar, reine entre 266 et 283.
- Amanikhalika, reine entre le IIe et le IIIe siècle.
- Lakhideamani, reine entre 306 et 314.
- Amanipilade, reine au cours de la moitié du IVe siècle.

### Sénégal
- Ndaté Yalla, reine du Waalo à partir de 1846.

### Tunisie
- Didon (Elyssa), reine de Carthage entre 814 et 760 av. J.-C.
- Sophonisbe (Ṣap̄anbaʿal), princesse carthaginoise et reine numide au IIIe siècle av. J.-C.
- Aziza Othmana, princesse mouradite philanthrope et bienfaitrice tunisienne du XVIIe siècle.

## Asie

### Asie et Europe
- Ayyoubides

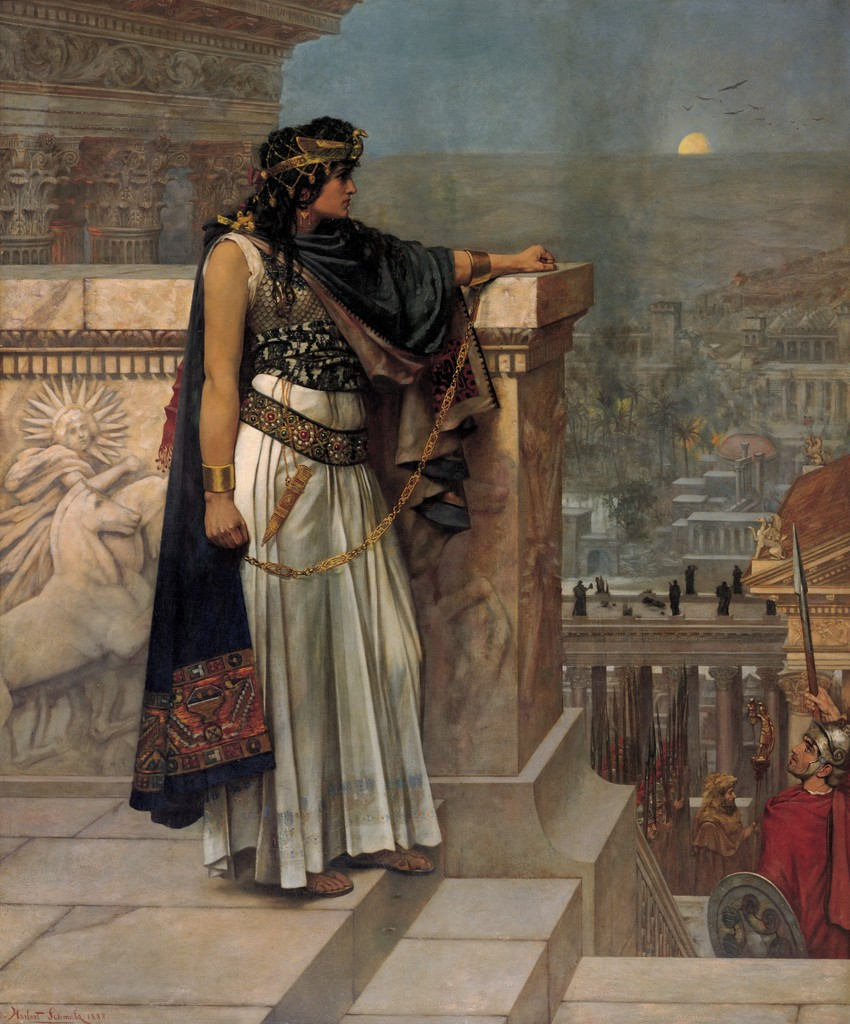
Zénobie, reine de Palmyre.

  - Chajar ad-Durr, sultane vers 1250.
- Empire de Palmyre
  - Septimia Bathzabbai Zénobie, impératrice entre 267 et 273.
- Empire ottoman
  - Kösem, régente entre 1623 et 1632.
  - Hatice Turhan, régente de l’empire Ottoman après la mort de Kösem, de 1651 à 1656

### Moyen-Orient
- Élymaïde
  - Anzaze, reine entre 82 et 50 av. J.-C.
- Perse
  - Tomyris, reine des Massagètes vers 530 av. J.-C.
  - Olympias (375-316 av. J.-C.), reine entre 317 et 316 av. J.-C.
  - Musa, reine entre 2 av. J.-C. et 4.
  - Bûrândûkht, reine entre 630 et 631.
  - Azarmedûkht, reine en 631.

- Judée

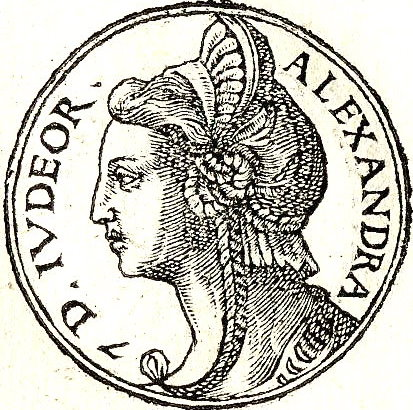
Salomé Alexandra, reine de Judée.

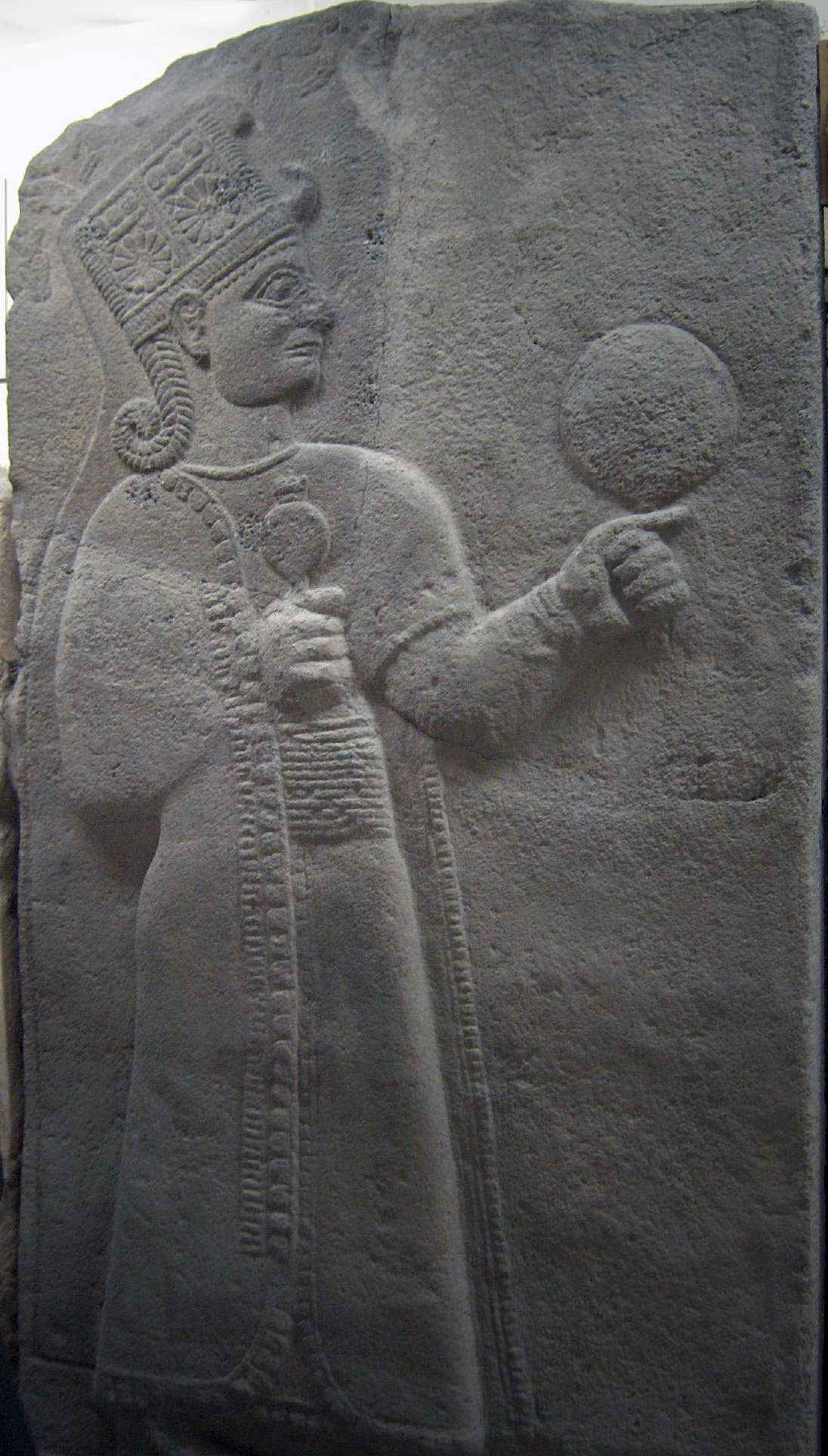
Kubaba, reine de Sumer.

  - Athalie, reine entre 843 et 835 av. J.-C.
  - Salomé Alexandra, reine entre 76 et 67 av. J.-C.
- Lydie
  - Omphale
- Nabatène
  - Chuldu, reine entre 9 av. J.-C. et 40.
  - Shaqilath, reine entre 40 et 70-71.
  - Gamilath, reine entre 70-71 et 106.
- Royaume de Qédar
  - Zabibe, reine (v.) entre 750 et 735 av. J.-C.
  - Samsi, reine (v.) entre 735 et 710 av. J.-C.
  - Yatie, reine (v.) entre 710 et 695 av. J.-C.
  - Te'elkhunu, reine entre 695 et 690 av. J.-C.
  - Tabua
- Séleucides
  - Cléopâtre Théa, reine entre 125 et 121 av. J.-C.
- Sulayhides
  - Arwa al-Sulayhi, reine entre 1067 et 1138.
- Sumer
  - Kubaba, reine au XXVe siècle av. J.-C.
- Tanukhides
  - Mavia, reine entre 375 et 425.
- Yémen
  - Asma bint Shihab
  - Arwa al-Sulayhi, reine entre 1067 et 1138

### Asie du Sud
- Inde

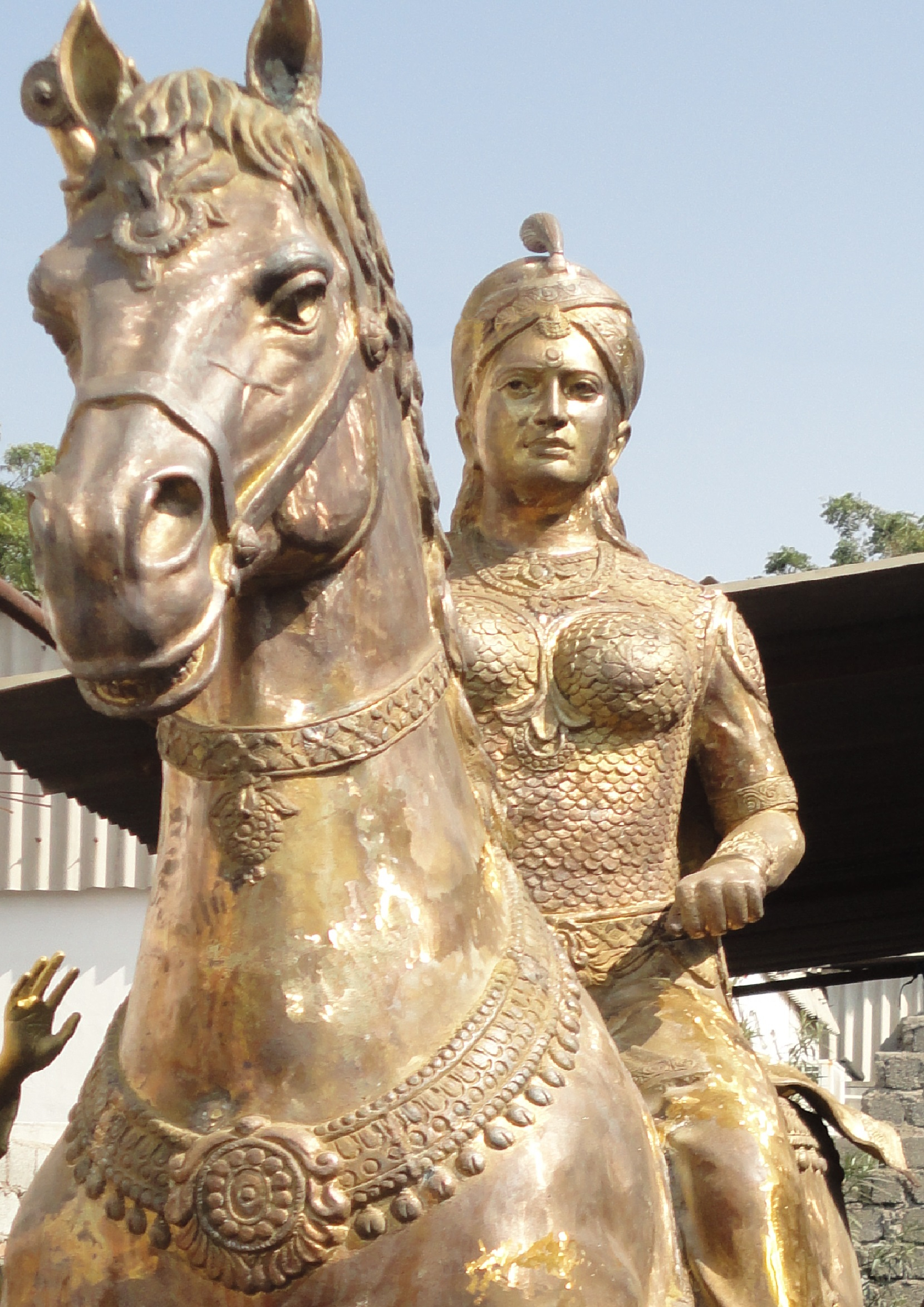
Statue moderne de Rani Rudrama Devi (morte en 1289 ou en 1295), monarque de la dynastie Kâkâtiya qui règne sur le plateau du Deccan de 1263 jusqu'à sa mort. N'ayant pas de frère, elle est l'une des rares femmes à régner en Inde.

  - Prabhavatigupta, reine régente des Vakataka entre 385 et 405.
  - Ahilyabai Holkar, reine des Holkar entre 1767 et 1795.
  - Rudrama Devi, reine des Kâkâtiya entre 1261-1262 et 1295-1296.
  - Satyavati (en), reine des Kuru.
  - Mangammal, reine des Madurai Nayak entre 1684 et 1703.
  - Meenakshi, reine des Madurai Nayak entre 1731 et 1736.
  - Sultan Razia, sultane de Delhi entre 1236 et 1240.
  - Gowri Lakshmi Bayi, maharani de Travancore entre 1811 et 1814.
  - Qudsia Begum, régente de Bhopal entre 1819 et 1837.
  - Shahjahan Begum (en) (1838-1901), begum de Bhopal entre 1844 et 1860 et entre 1868 et 1901.
  - Nawab Sikandar (en), begum de Bhopal entre 1860 et 1868.
  - Kaikhusrau Jahan (en) (1858-1930), begum de Bhopal entre 1901 et 1926.
  - Sajida Sultan (1915-1995), begum de Bhopal entre 1961 et 1995.
  - Shahjahan Begum, begum de Bhopal entre 1844 et 1860 et entre 1868 et 1901.
  - Maya, reine des Shakyas au VIIe siècle et au VIe siècle av. J.-C.
  - Sugandha (-? - -914), reine du Cachemire au Xe siècle.
  - Didda, reine du Cachemire entre 980 et 1003.
- Maldives
  - Khadijah, sultane entre 1347 et 1363, 1364 et 1374 et 1376 et 1380.
  - Raadhafathi, sultane entre 1379 et 1380.
  - Dhaain, sultane entre 1385 et 1388.

- Sri Lanka

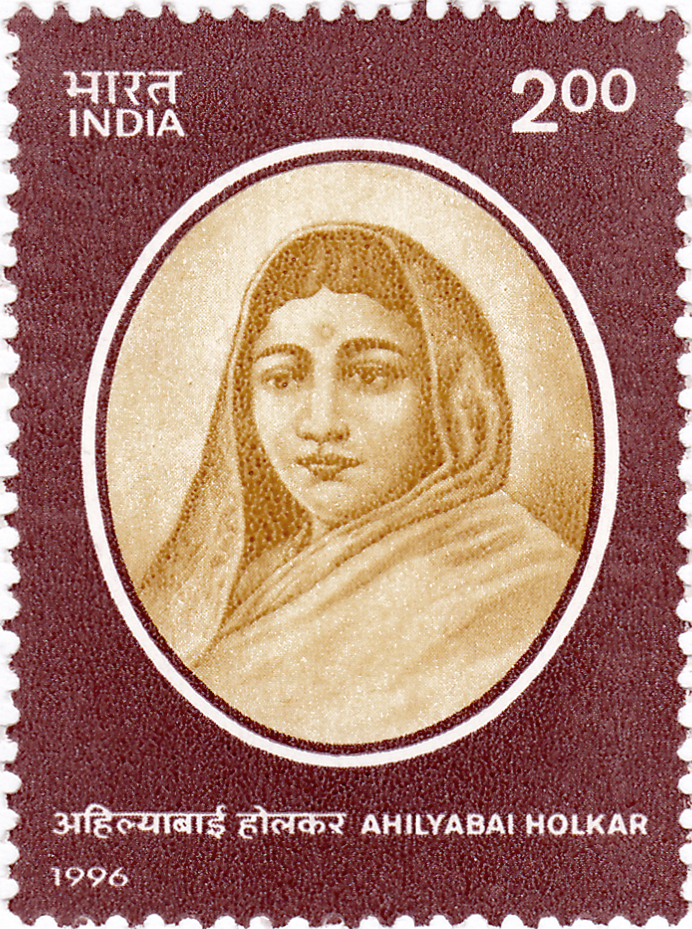
Timbre indien représentant Ahilyabai Holkar.

  - Anula, reine entre 42 et 40 av. J.-C.
  - Sivali, reine en 35 av. J.-C.
  - Lilavati, reine entre 1197 et 1200, entre 1209 et 1210 et entre 1211 et 1212.
  - Kalyanavati, reine entre 1202 et 1208.
  - Dona Catarina, reine titulaire entre 1581 et 1613

### Asie du Sud-Est
- Aceh
  - Niharsyah, sultane entre 1400 et 1427.
  - Ta'jul Alam Shah, sultane entre 1641 et 1675.
  - Keumalat Shah, sultane entre 1675 et 1678.
  - Inayat Shah, sultane entre 1678 et 1688.
  - Kamalat Syah, sultane entre 1688 et 1699.

- Cambodge
  - Somâ, reine entre 180 et 190.

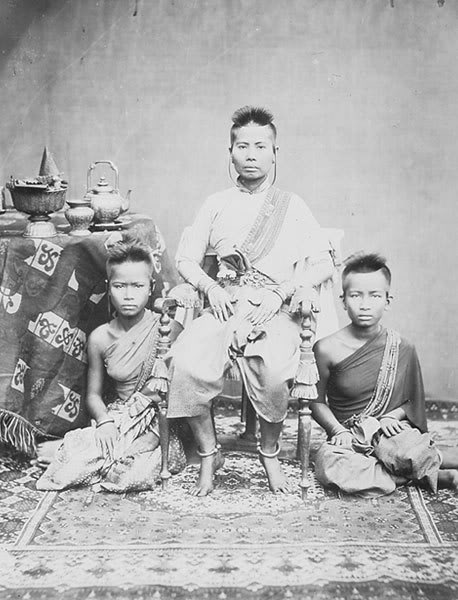
Ang Mey, reine du Cambodge.

  - Kambuja-raja-lakshmi, reine entre 575 et 580.
  - Jayadevî, reine entre 680 et 713.
  - Indrani, reine en 750.
  - Jayendrabha, reine entre 750 et 803.
  - Jyestha de Sambhupura, reine entre 803 et 834.
  - Li, reine en 1688.
  - Brhat Maha Kshatriyi, reine en 1715.
  - Ang Mey, reine entre 1835 et 1841 et entre 1844 et 1845.
  - Sisowath Kossamak, reine (couronnée avec son époux) entre 1960 et 1970.
- Hanthawaddy
  - Shin Sawbu (1394-1472), reine entre 1453 et 1472.
- Kalingga
  - Shima, reine entre 674 et 695.
- Kelantan
  - Siti Wan Kembang, reine entre 1548 et 1580.
  - Puteri Saadong, reine entre 1663 et 1667.
- Majapahit
  - Tribhuwana Wijayatunggadewi, reine entre 1328 et 1350.
  - Suhita, reine entre 1429 et 1447.

- Patani

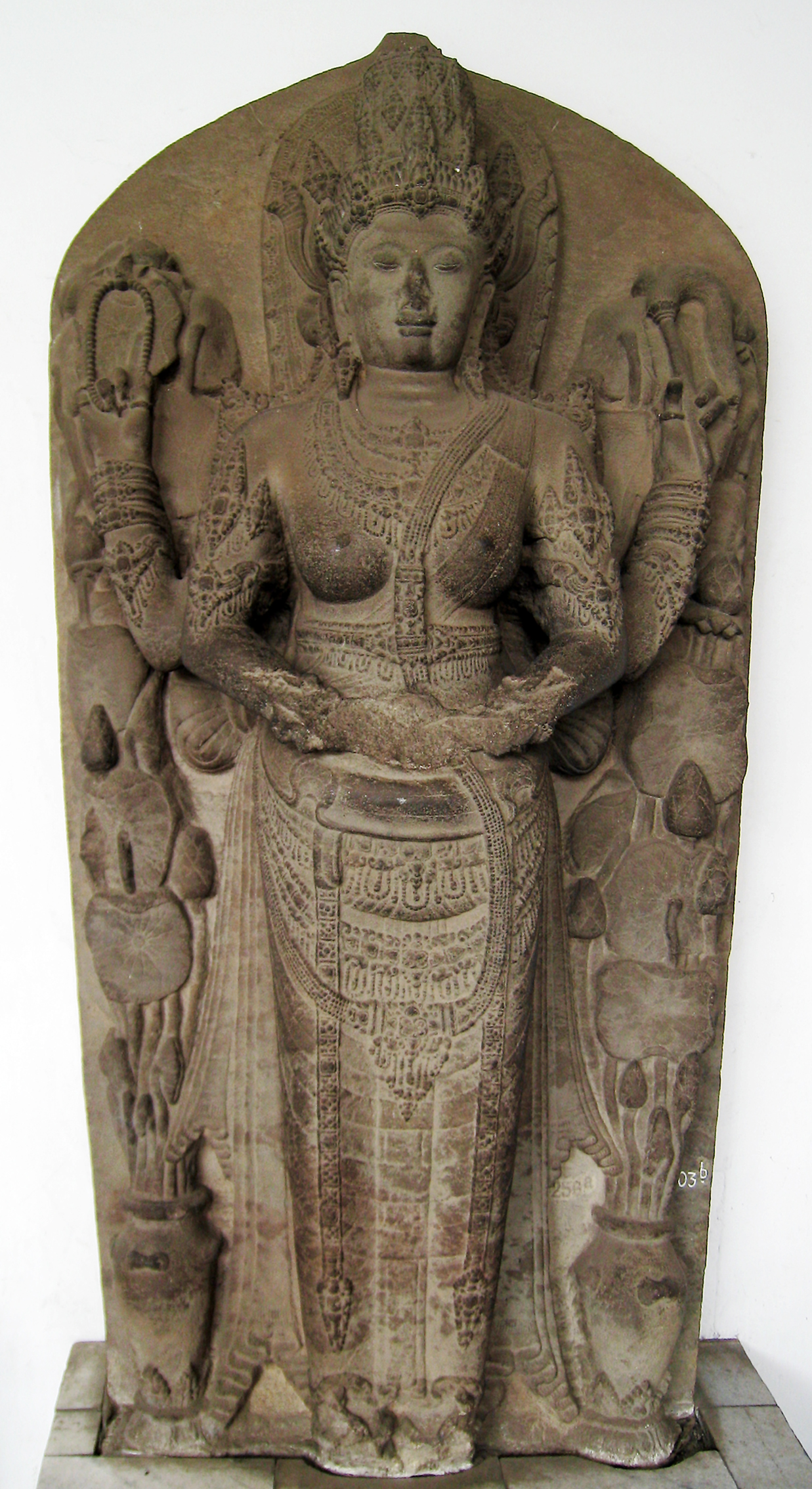
Tribhuwana Wijayatunggadewi, reine de Majapahit.

  - Raja Hijau, reine entre 1584 et 1616.
  - Raja Biru, reine entre 1616 et 1624.
  - Raja Ungu, reine entre 1624 et 1635.
  - Raja Kuning, reine entre 1635 et 1649-1688.
  - Raja Emas Kelantan, reine entre 1670 et 1698 ou entre 1690 et 1704.
  - Raja Kuning, reine entre 1698 et 1702 ou entre 1704 et 1707 et entre 1716 et 1718.
- Philippines
  - Dayang Kalangitan, reine des royaumes de Namayan et de Tondo entre 1450 et 1515.
- Thaïlande
  - Jamadevi, reine vers 750.
  - Chiraprabha, reine de Lanna entre 1545 et 1546.
  - Visutthidevi (1218-1278), reine de Lanna entre 1564 et 1578.
- Vietnam
  - Sœurs Trung, qui gouvernent entre 40 et 43.
  - Dương Vân Nga, impératrice douairière entre 979 et 981.
  - Lý Chiêu Hoàng (1218-1278), impératrice entre 1224 et 1225.

### Asie orientale
- Chine

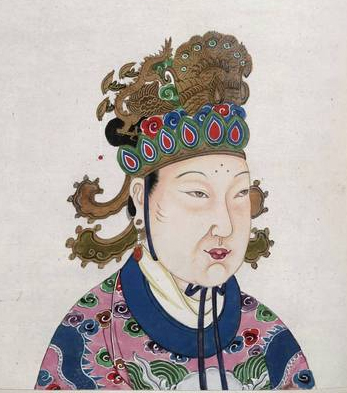
Wu Zetian, impératrice de Chine.

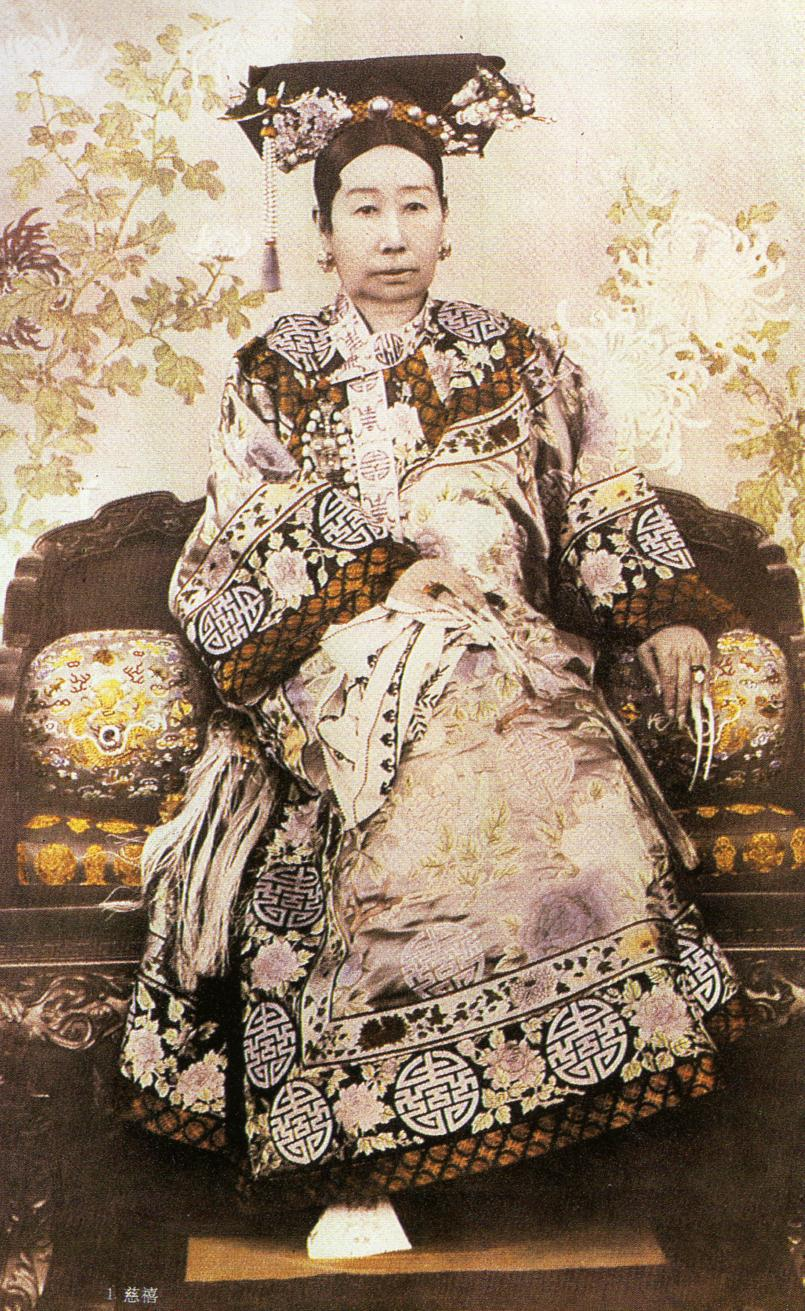
Portrait photographique officiel de l'impératrice chinoise Cixi (1835–1908), âgée approximativement de 55 ans. La photographie a été colorisée par les peintres de la cour impériale.

  - Wu Zetian (625-705), impératrice de 690 à 705.
  - Lü Zhi
  - Dou
  - Deng Sui
  - Chu Suanzi
  - Feng
  - Hu
  - Dugu Qieluo
  - Xiao (Taizu)
  - Xiao
  - Liu
  - Gao
  - Xiaozhuang
  - Ci'an
  - Cixi
- Corée
  - Seondeok (606-647), reine de Silla entre 632 et 647.
  - Jindeok, reine de Silla entre 647 et 654.
  - Jinseong, reine de Silla entre 887 et 897.
- Mongolie
  - Töregene Khatun, régente de l'empire entre 1242 et 1246.
  - Oghul Qaïmich, régente de l'empire entre 1248 et 1251.
  - Mandukhai Khatun (1449 - 1510), impératrice entre 1479 et 1510.
- Empire moghol
  - Budashiri (1307-1340), régente de l'empire entre 1332 et 1333.
  - Nûr Jahân (1577-1645), régente de l'empire entre 1622 et 1626.

- Japon

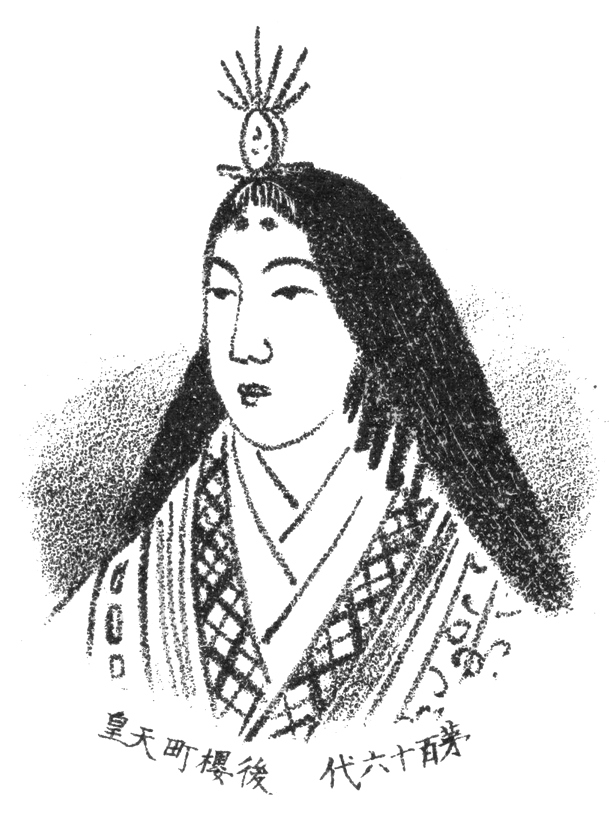
Go-Sakuramachi, impératrice du Japon.

  - Himiko, reine de Yamatai entre 188 et 248.
  - Toyo, reine de Yamatai.
  - Jingū (169-269), impératrice-régente de 209 à 269.
  - Suiko (554-628), impératrice de 593 à 628.
  - Kōgyoku (594-661), impératrice de 642 à 645.
  - Saimei (594-661), impératrice de 655 à 661.
  - Jitō (645-703), impératrice de 686 à 897.
  - Gemmei (661-721), impératrice de 707 à 715.
  - Genshō (680-748), impératrice de 715 à 724.
  - Kōken (718-770), impératrice de 749 à 758.
  - Shōtoku (718-770), impératrice de 764 à 770.
  - Meishō (1624-1696), impératrice du 22 décembre 1629 au 14 novembre 1643.
  - Go-Sakuramachi (1740-1830), impératrice du 15 septembre 1762 au 9 janvier 1771.

## Europe

### De l'Antiquité jusqu'aux territoires croisés
- Arménie
  - Érato, reine entre 12 av. J.-C. et 1.

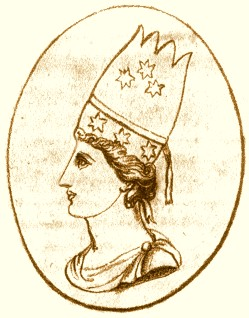
Érato, reine d'Arménie.

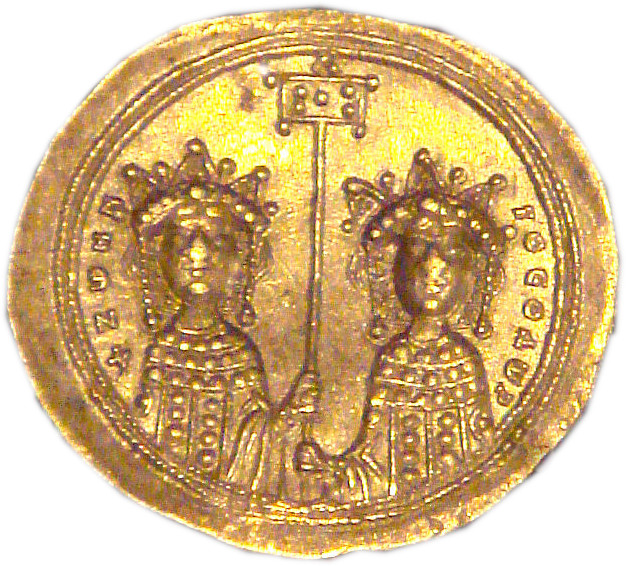
Théodora et Zoé, co-impératrices de Byzance.

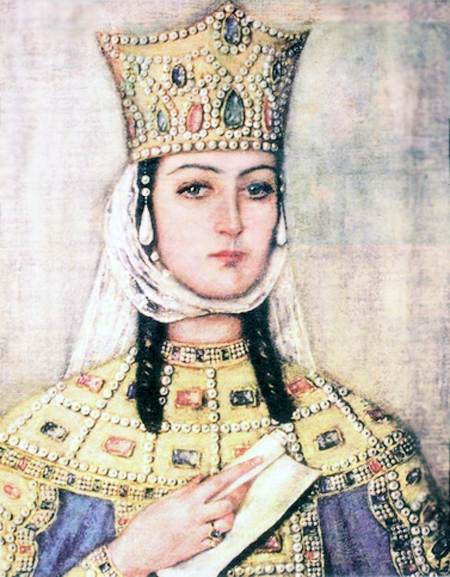
Tamar, reine de Géorgie.

  - Zarmandoukht, reine entre 378 et 384.
- Royaume du Bosphore
  - Camasarye Philotecnos vers 180 à 160 av J.-C.
  - Dynamis (67-14 av. J.-C.), reine en -47 et entre -44 et 17 av. J.-C.
  - Gepaepyris, régente entre 37 et 38.
- Carie
  - Artémise Ire, reine vers 480 av. J.-C..
  - Artémise II, reine entre -353 et -351.
  - Ada (67-14 av. J.-C.), satrape entre -353 et -340 puis en -334.
- Royaume de Chypre
  - Charlotte (1444-1487), reine entre 1458 et 1464.
  - Catherine Cornaro (1454-1510), reine entre 1474 et 1489.
- Royaume arménien de Cilicie
  - Isabelle (1216/1217-1252), reine entre 1219 et 1252.
- Dardanie
  - Tania
- Empire byzantin
  - Pulchérie (398-453), impératrice de 398 à 453.
  - Irène l'Athénienne (752-803), impératrice de 797 à 802.
  - Zoé Porphyrogénète (978-1050), impératrice de 1028 à 1050
  - Théodora Porphyrogénète (980-1056), impératrice de 1055 à 1056.
- Empire latin de Constantinople
  - Yolande de Hainaut (1175-1219), régente de 1217 à 1219.
  - Catherine Ire (1274-1307), impératrice titulaire de 1283 à 1307.
  - Catherine II (1303-1346), impératrice titulaire de 1307 à 1346.
  - Marguerite, impératrice titulaire de 1374 à 1380.
- Empire de Nicée :
  - Marie de Courtenay (1204 - après 1222), régente en 1222.
- Empire de Trébizonde :
  - Théodora (v. 1253-1285), impératrice de 1284 à 1285.
  - Irène Paléologue (v. 1315-1341), impératrice de 1340 à 1341.
  - Anne (?-1342), impératrice de 1341 à 1342.
- Empire romain :
  - Ulpia Severina, régente en 275.
- Despotat d'Épire
  - Marie Ange Doukas Paléologue, souveraine entre 1384 et 1385.
- Royaume de Jérusalem :
  - Mélisende (1101-1161), reine de 1131 à 1153.
  - Sibylle (1159-1190), reine de 1186 à 1190.
  - Isabelle Ire (1172-1205), reine de 1190/1192 à 1205.
  - Marie (1192/1193-1212), reine de 1205 à 1212.
  - Isabelle II (1212-1228), reine de 1212 à 1228.
- Géorgie
  - Tamar (v. 1160-1213), reine entre 1184 et 1213.
  - Rousoudan Ire (v. 1195–1245), reine entre 1223 et 1245.
- Khazars
  - Parsbit, reine vers 730.
- Royaume du Pont
  - Pythodoris de Trallès, reine entre -8 et 38.

### Du Moyen Âge à nos jours

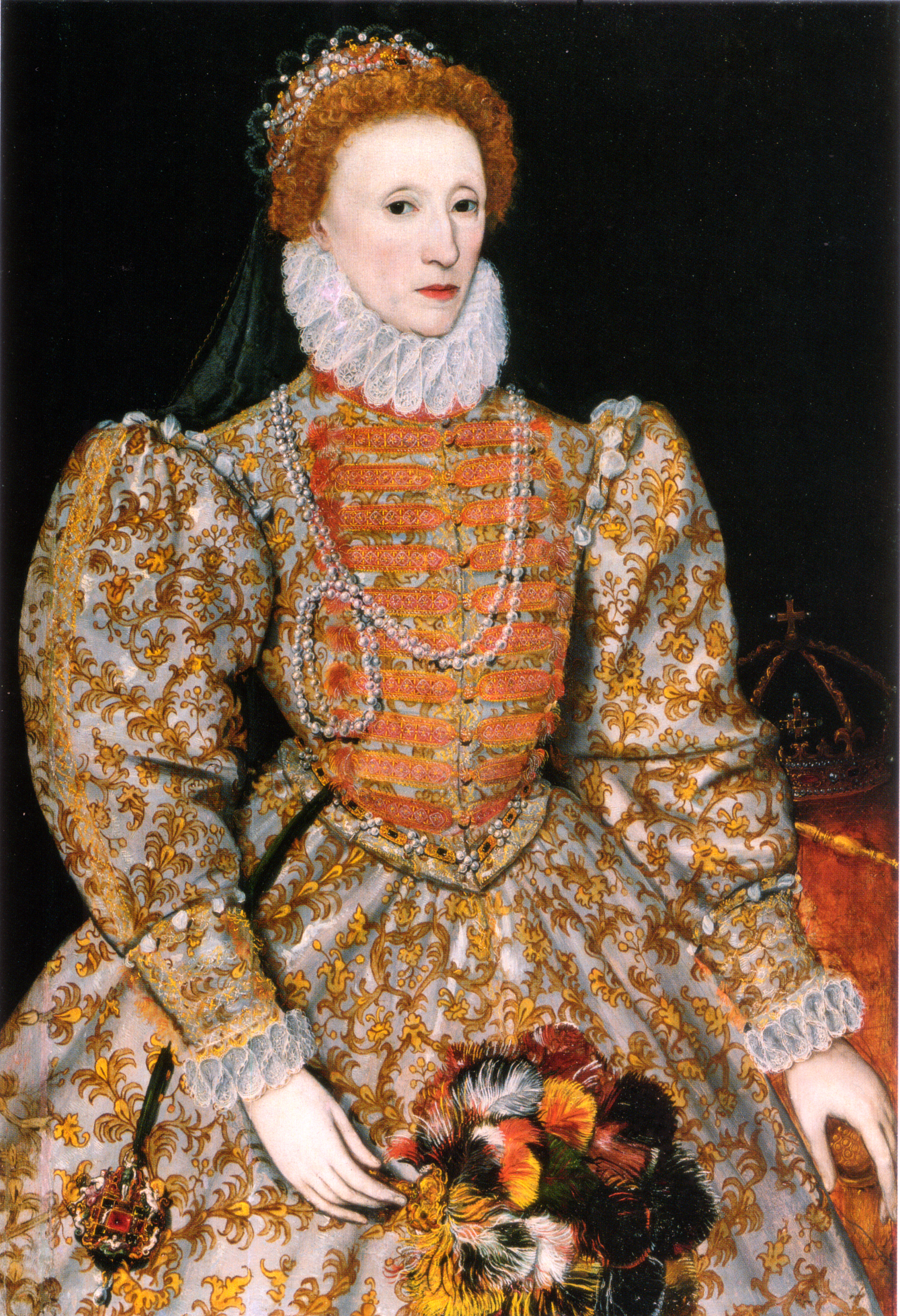
Élisabeth Ire, reine d'Angleterre.

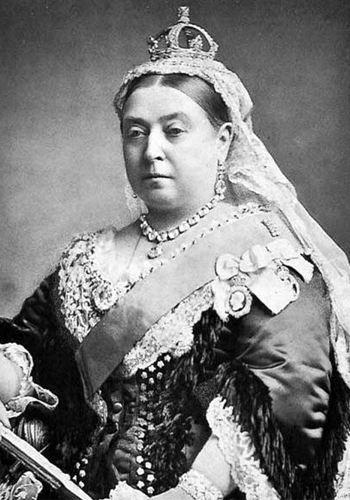
Victoria, reine du Royaume-Uni et impératrice des Indes.

- Angleterre puis Grande-Bretagne puis Royaume-Uni :
  - Guendoloena, reine des Bretons
  - Cordeilla, reine des Bretons
  - Marcia, reine des Bretons
  - Cartimandua, reine des Brigantes entre 43 et 69.
  - Boadicée (30-61), reine des Icenis.
  - Seaxburh, reine du Wessex entre 672 et 675.
  - Æthelflæd, souveraine de Mercie de 911 à 918.
  - Mathilde l'Emperesse (1102-1167), dame des Anglais et des Normands de février 1141 à novembre 1141.
  - Jeanne Grey (1537-1554), Lady Jane Grey, reine d'Angleterre du 10 au 19 juillet 1553. Jamais couronnée et surnommée « la reine de neuf jours ».
  - Marie Ire (1516-1558), reine d'Angleterre du 19 juillet 1553 au 17 novembre 1558.
  - Élisabeth Ire (1533-1603), reine d'Angleterre du 17 novembre 1558 au 24 mars 1603.
  - Marie II (1662-1694), reine d'Angleterre du 13 février 1689 au 28 décembre 1694.
  - Anne (1665-1714), reine d'Angleterre du 8 mars 1702 au 1er mai 1707 puis reine de Grande-Bretagne du 1er mai 1707 au 1er août 1714.
  - Victoria (1819-1901), reine du Royaume-Uni du 29 juin 1837 au 22 janvier 1901.
  - Élisabeth II (1926-2022), reine du Royaume-Uni du 6 février 1952 au 8 septembre 2022.

- Autriche :

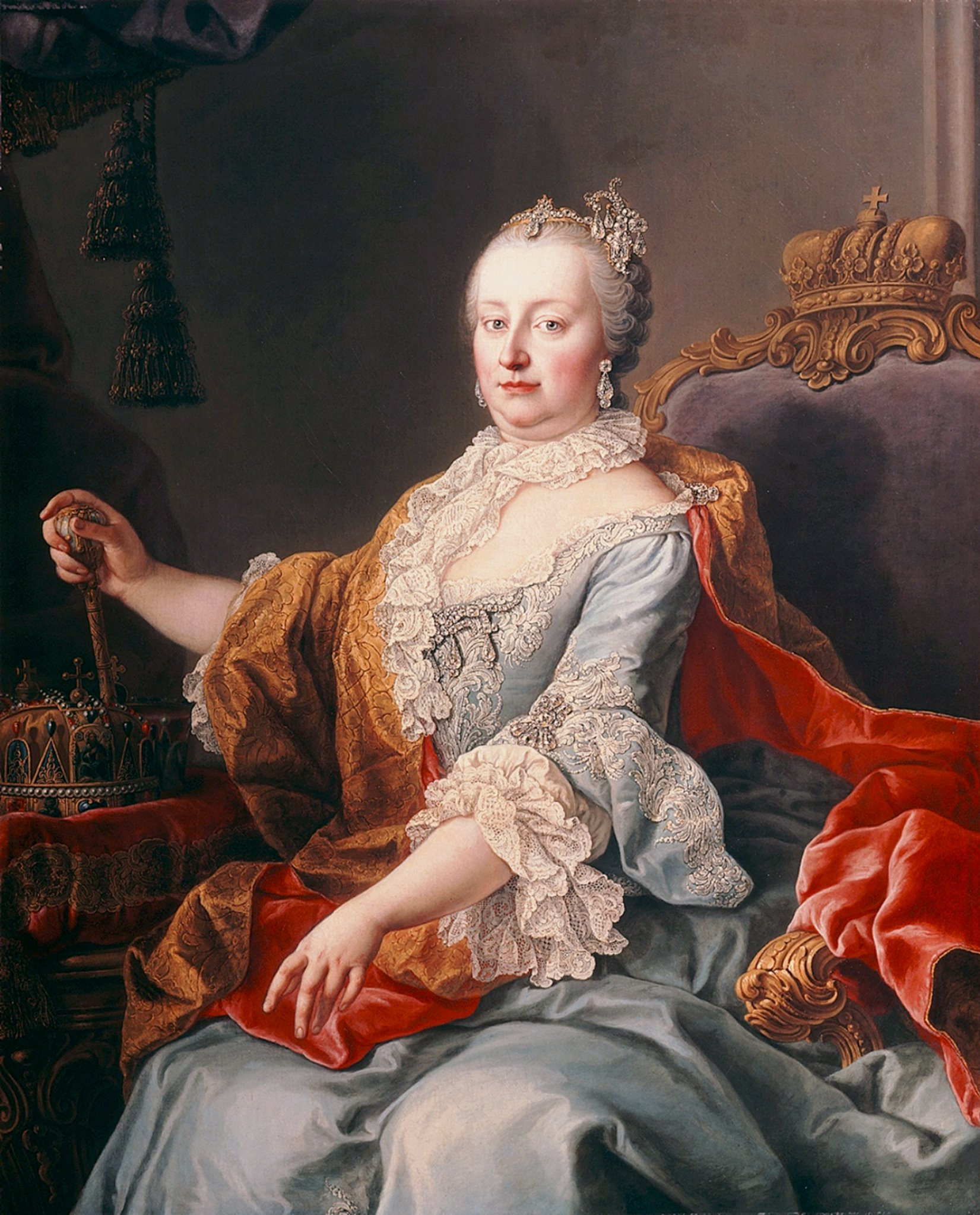
Marie-Thérèse, reine de Bohême et de Hongrie, archiduchesse d'Autriche.

  - Marie-Thérèse (1717-1780), archiduchesse d'Autriche du 20 octobre 1740 au 29 novembre 1780.
- Belgique :
  - voir Pays-Bas.

- Bohême :
  - Libuše, cheffe au VIIIe siècle.
  - Marie-Thérèse (1717-1780), reine de Bohême du 20 octobre 1740 au 29 novembre 1780.
- Bosnie :
  - Jelena Gruba, reine entre 1395 et 1398.
- Bretagne :
  - Havoise de Normandie, duchesse-régente de 1008 à 1012 pour son fils Alain III
  - Havoise, duchesse de 1066 à 1072
  - Berthe, duchesse de 1148 à 1156
  - Constance, duchesse de 1166 à 1201
  - Alix, duchesse de 1203 à 1221
  - Jeanne de Penthièvre prétendante au duché de 1341 à 1364
  - Anne, duchesse de 1488 à 1514, reine consort de France de 1491 à 1498 puis de 1499 à 1514
  - Claude, duchesse de 1514 à 1524, reine consort de France de 1515 à 1524
- Catalogne :
  - Élisabeth-Christine de Brunswick-Wolfenbüttel, régente de 1708 à 1714 des territoires espagnols qui s'étaient ralliés à la cause de son mari Charles VI
- Commercy :
  - Élisabeth-Charlotte d'Orléans, duchesse douairière de Lorraine et de Bar (1676-1744) et princesse souveraine de 1737 à 1744
- Croatie :
  - Hélène Ire, reine entre 949 et 969.
  - Hélène II, reine entre 1076 et 1089 et entre 1090 et 1091.
  - Marie Ire (1371-1395), reine entre 1382 et 1385 et entre 1386 et 1395.
  - Marie II-Thérèse (1717-1780), archiduchesse d'Autriche du 20 octobre 1740 au 29 novembre 1780.

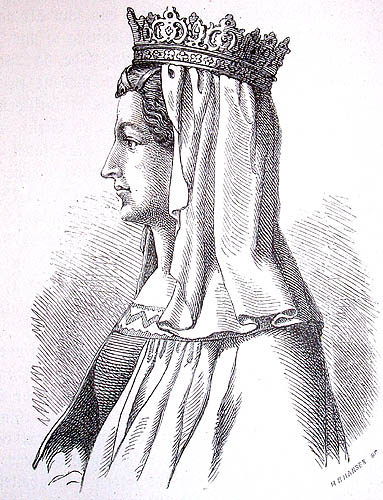
Marguerite Ire, reine de Danemark, de Norvège et de Suède.

- Danemark :
  - Marguerite Ire (1353-1412), régente du 3 mai 1376 au 3 août 1387 puis reine de Danemark du 10 août 1387 au 28 octobre 1412.
  - Marguerite II (1940-), reine de Danemark du 14 janvier 1972 au 14 janvier 2024.
- Écosse :
  - Marguerite de Norvège (1283-1290), reine d'Écosse constestée du 25 novembre 1286 au 26 septembre 1290.
  - Jeanne Beaufort, régente d'Écosse de 1437 à 1439.
  - Marie d'Egmont, régente d'Écosse de 1460 à 1463.
  - Marguerite Tudor, régente d'Écosse de 1513 à 1515 puis de 1524 à 1528.
  - Marie de Guise, régente d'Écosse de 1554 à 1560.
  - Marie Ire (1542-1587), reine d'Écosse du 14 décembre 1542 au 24 juillet 1567.
  - Marie II (1662-1694), reine d'Écosse du 11 avril 1689 au 28 décembre 1694..
  - Anne (1665-1714), reine d'Écosse du 8 mars 1702 au 1er mai 1707

- Espagne :

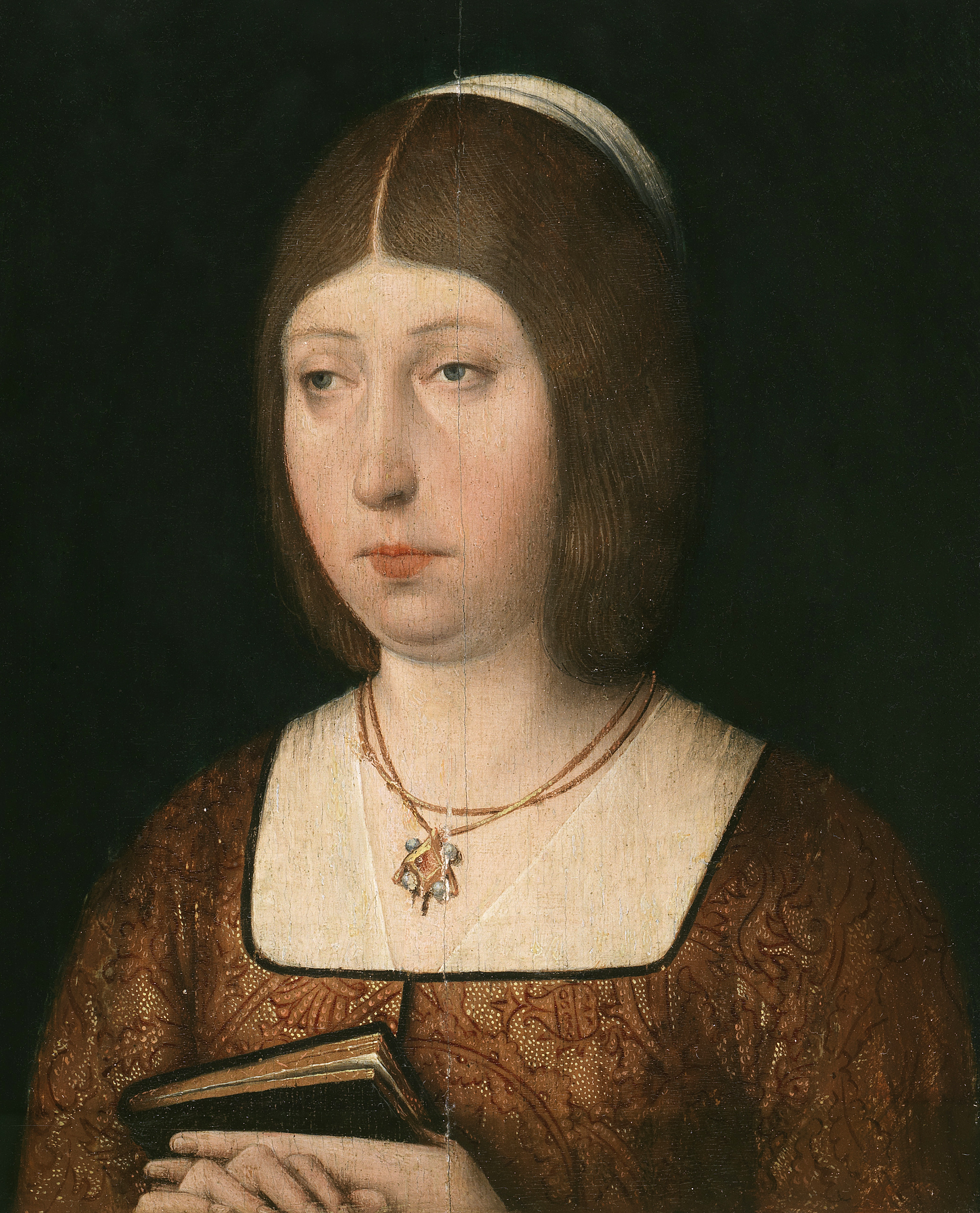
Isabelle Ire, reine de Castille.

  - Elvira Ramírez, régente de León de 962 à 975.
  - Teresa Ansúrez (es), régente de León de 975 à 979.
  - Elvire de Castille, régente de León de 999 à 1007.
  - Urraque Ire (1081-1126), reine de León et de Castille de 1109 à 1126.
  - Pétronille (1136-1173), reine d'Aragon du 16 août 1157 au 18 juillet 1164.
  - Bérengère Ire (1180-1246), reine de Castille du 6 juin au 31 août 1217.
  - Jeanne la Beltraneja (1462-1530), prétendante au trône de Castille de 1474 à 1479.
  - Isabelle Ire la Catholique (1451-1504), reine de Castille du 11 décembre 1474 au 26 novembre 1504.
  - Jeanne Ire la Folle (1479-1555), reine de Castille du 26 novembre 1504 au 11 avril 1555 et reine d'Aragon du 23 janvier 1516 au 11 avril 1555.
  - Marie d'Autriche (1528-1603), régente du 1er octobre 1548 au 12 juillet 1551.
  - Jeanne d'Autriche (1535-1573), régente du 12 juillet 1554 au 8 septembre 1559.
  - Marie-Anne d'Autriche (1634-1696), régente du 17 septembre 1665 au 6 novembre 1675.
  - Élisabeth Farnèse (1692-1766), régente du 10 août au 9 décembre 1759.
  - Marie-Christine de Bourbon-Siciles (1806-1878), régente du 29 septembre 1833 au 12 octobre 1840.
  - Isabelle II (1830-1904), reine d'Espagne du 29 septembre 1833 au 30 septembre 1868.
  - Marie-Christine d'Autriche (1858-1929), régente du 25 novembre 1885 au 17 mai 1902.

- France :

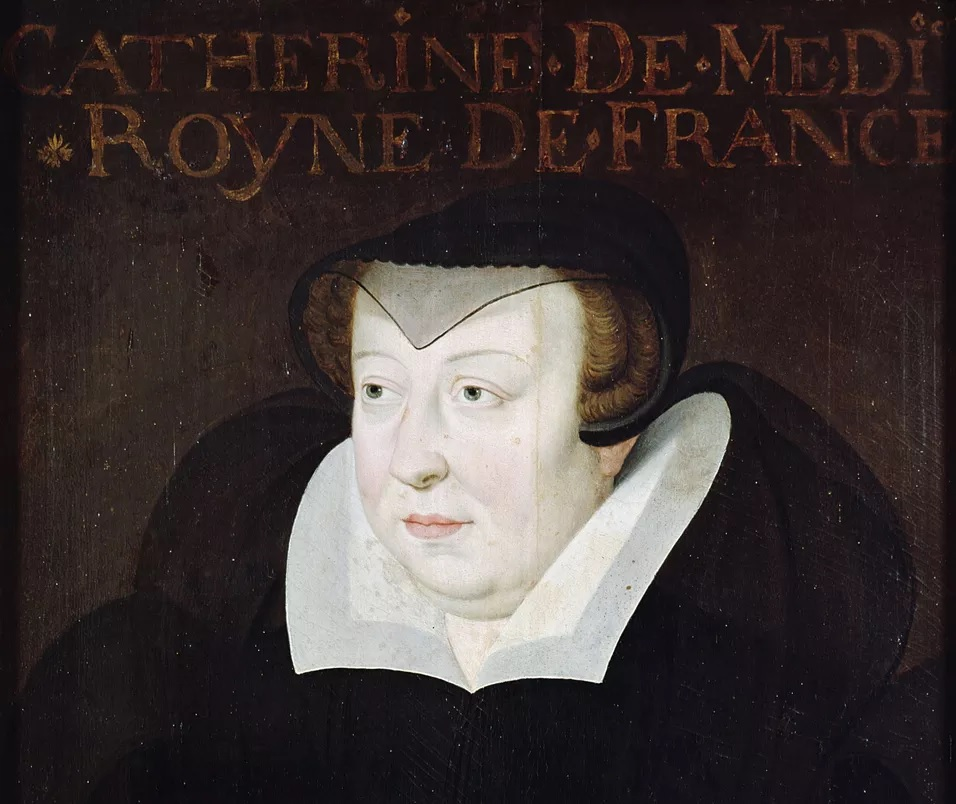
Catherine de Médicis.

  - Anne de Kiev (1024-1079), régente entre 1060 et 1063 (pour Philippe Ier).
  - Isabeau de Bavière (1371-1435), régente à partir de 1393 (pour Charles VII).
  - Blanche de Castille (1188-1252), régente entre 1226 et 1241 puis entre 1248 et 1252 (pour Louis IX).
  - Anne de Beaujeu (1461-1522), régente entre 1483 et 1491 (pour Charles VIII).
  - Louise de Savoie (1476-1531), régente en 1515, en 1523 puis entre 1525 et 1526.
  - Catherine de Médicis (1519-1589), régente en 1552, entre 1560 et 1564 (pour Charles IX) puis en 1574.
  - Marie de Médicis (1575-1642), régente entre 1610 et 1617 (pour Louis XIII).
  - Anne d'Autriche (1601-1666), régente entre 1643 et 1651 (pour Louis XIV).
  - Marie-Thérèse d'Autriche (1638-1683), régente en 1672.
  - Marie-Louise de Habsbourg-Lorraine (1791-1847), régente en 1812 et en 1814 pendant les absences de son époux Napoléon Ier
  - Eugénie de Montijo (1826-1920), régente en 1859, 1865 et 1870 (pour Napoléon III)

- Géorgie
  - Thamar II de Karthli

- Grèce

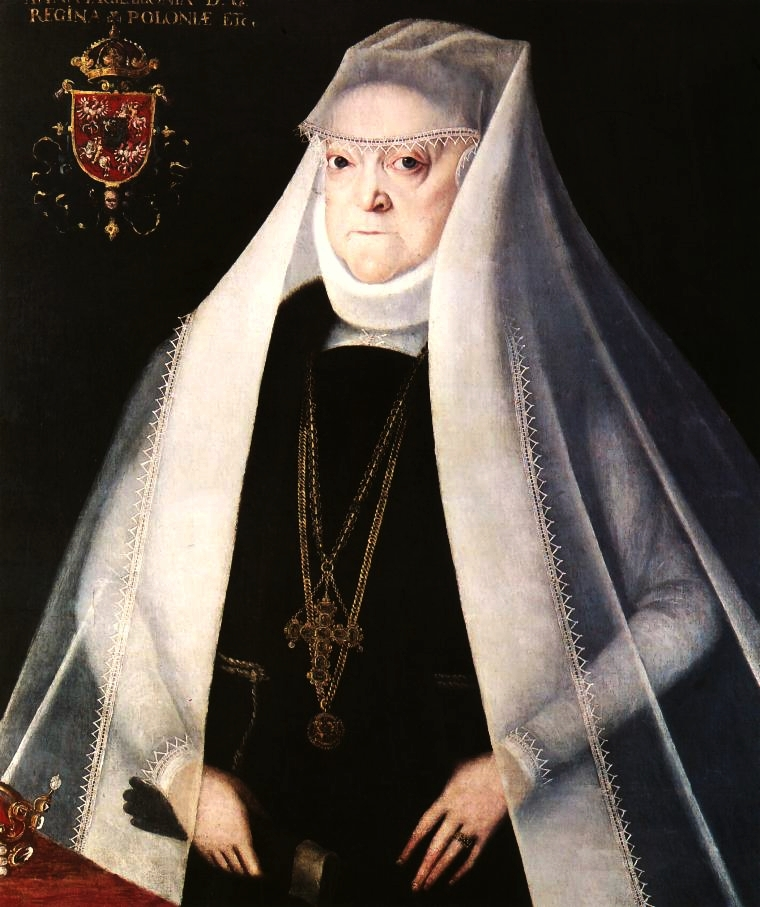
Anna Jagellon.

  - Olga Constantinovna de Russie (1851-1926), régente entre le 18 novembre et le 11 décembre 1920.

- Hongrie :
  - Élisabeth de Bosnie, régente entre 1382 et 1385.
  - Marie Ire (1371-1395), reine entre 1382 et 1385 et entre 1386 et 1395.
  - Marie de Hongrie (1505-1558), régente entre 1526 et 1527.
  - Marie II-Thérèse (1717-1780), archiduchesse d'Autriche du 20 octobre 1740 au 29 novembre 1780.

- Italie :
  - Adélaïde de Montferrat (v. 1075-1118), régente du comté de Sicile entre 1101 et 1112.
  - Marguerite de Navarre (1130-1183), régente de Naples entre 1166 et 1171.
  - Éléonore d'Arborée (1347-1404), reine d'Arborée entre 1383 et 1404.
  - Adelasia de Torres (1207-1259), reine de Logudoro entre 1236 et 1259.
  - Jeanne Ire (1326-1382), reine de Naples entre 1386 et 1395.
  - Jeanne II (1373-1435), reine de Naples entre 1414 et 1435.
  - Jeanne I et III (1479-1555), reine de Naples et de Sicile entre 1516 et 1555.
  - Caroline Bonaparte (1782-1839), régente de Naples  en 1813 et 1814
  - Constance (1154-1198), reine de Sicile entre 1194 et 1198.
  - Marie Ire (1154-1198), reine de Sicile entre 1377 et 1401.

- Lituanie :
  - Anna Jagellon (1523-1596), grande-duchesse de 1575 à 1586.
- Lorraine :
  - Isabelle Ire de Lorraine (1400-1453), duchesse de 1431 à 1453
  - Christine de Danemark (1521-1597), régente des duchés 1545 à 1552
  - Nicole de Lorraine (1608-1657), duchesse de Lorraine et de Bar de 1624 à 1625
  - Élisabeth-Charlotte d'Orléans (1676-1744), régente des duchés 1729 à 1730 et de 1730 à 1737
- Luxembourg :
  - Marie-Adélaïde (1894-1924), grande-duchesse du 25 février 1912 au 15 janvier 1919.
  - Charlotte (1896-1985), grande-duchesse du 15 janvier 1919 au 12 novembre 1964.

- Monaco :

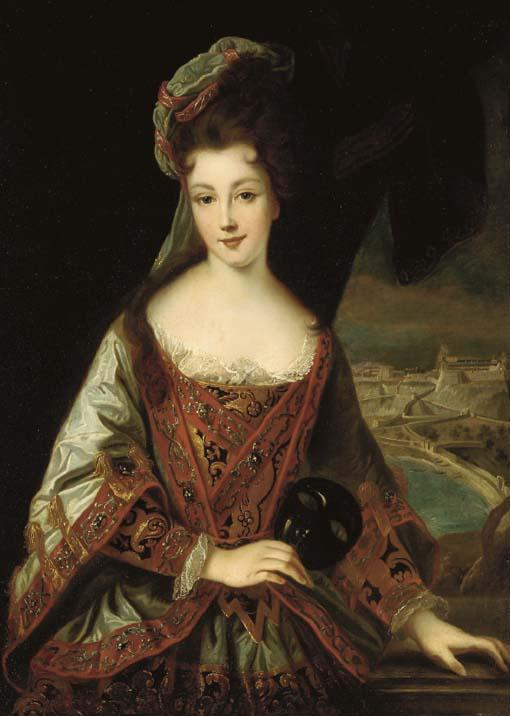
Louise-Hippolyte, princesse de Monaco.

  - Louise-Hippolyte de Monaco (1697-1731), princesse du 20 janvier 1731 au 29 décembre 1731.
- Navarre :
  - Jeanne Ire (1273-1305), reine du 22 juillet 1274 au 2 avril 1305.
  - Jeanne II (1312-1349), reine du 1er avril 1328 au 6 octobre 1349.
  - Blanche Ire (1387-1441), reine du 8 septembre 1425 au 1er avril 1441.
  - Blanche « II » (1424-1464), reine de jure du 23 septembre 1461 au 2 décembre 1464.
  - Éléonore (1426-1479), régente de 1455 au 28 janvier 1479 puis reine du 28 janvier au 12 février 1479.
  - Catherine (1468-1517), reine du 7 janvier 1483 au 12 février 1517.
  - Jeanne III (1528-1572), reine du 25 mai 1555 au 9 juin 1572.
- Norvège :
  - Åsa Haraldsdottir, reine d'Agder entre 815 et 834/838
  - Marguerite Ire (1353-1412), reine de 1388 à 1412.
- Parme, Plaisance et Guastalla,
  - Marie-Louise de Habsbourg-Lorraine (1791-1847), duchesse régnante de 1816 à 1847.

- Pays-Bas :

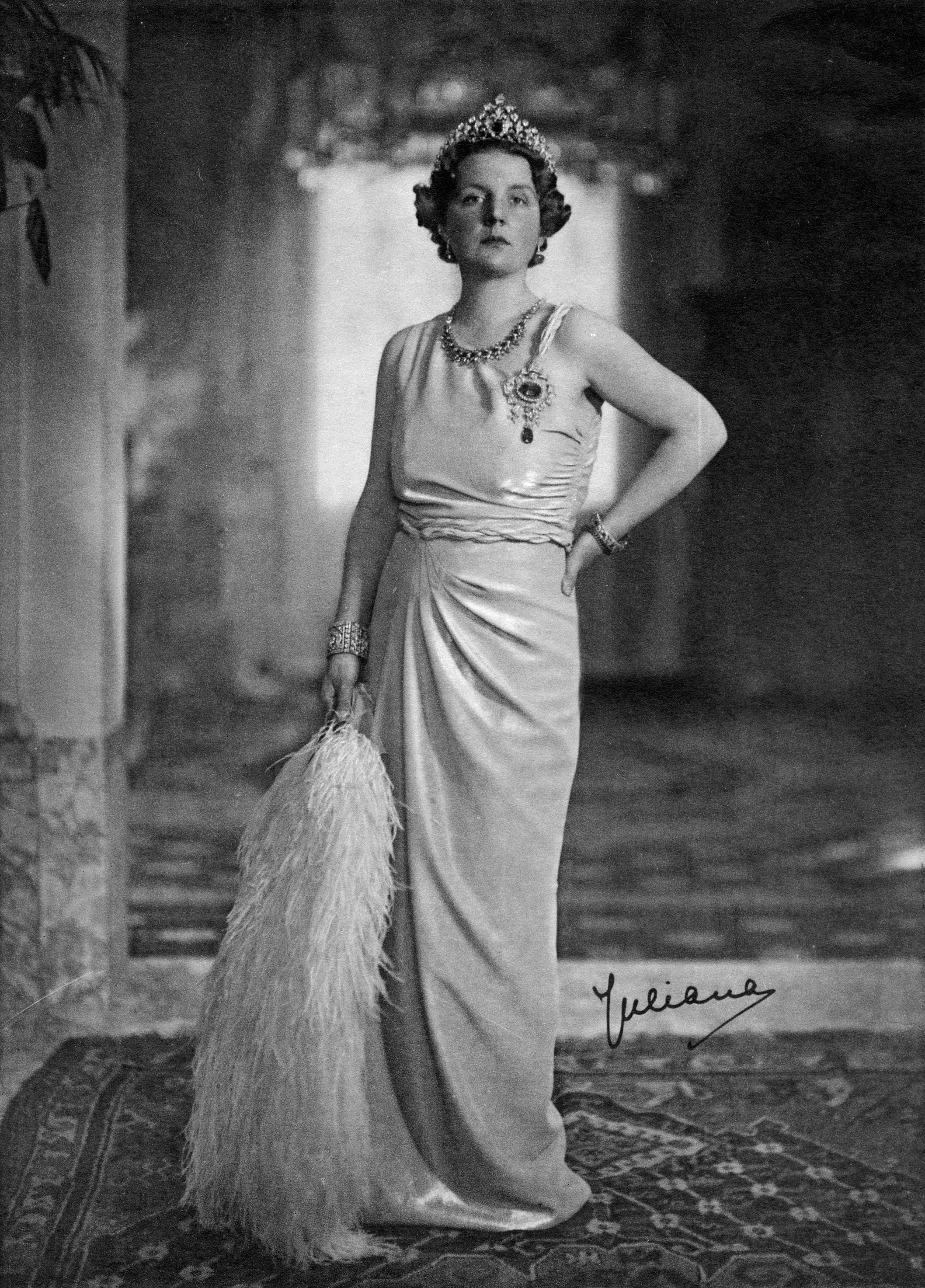
Juliana, reine des Pays-Bas.

  - Marguerite d'Autriche (1480-1530), gouvernante des Pays-Bas espagnols (1507-1530)
  - Marie de Hongrie (1505-1558), gouvernante des Pays-Bas espagnols entre 1531 et 1555.
  - Isabelle-Claire-Eugénie d'Autriche, gouvernante des Pays-Bas autrichiens de 1621 à 1633.
  - Marie-Élisabeth d'Autriche (1680-1741), gouvernante des Pays-Bas autrichiens (1725-1741)
  - Marie-Anne d'Autriche, gouvernante des Pays-Bas autrichiens (1744).
  - Emma de Waldeck-Pyrmont (1858-1934), régente des Pays-Bas de 1890 à 1898.
  - Wilhelmine (1880-1962), reine du 23 novembre 1890 au 4 septembre 1948.
  - Juliana (1909-2004), reine du 6 septembre 1948 au 30 avril 1980.
  - Beatrix (1938-), reine du 30 avril 1980 au 30 avril 2013.
- Marie II, reine de Portugal.
- Pologne :
  - Wanda

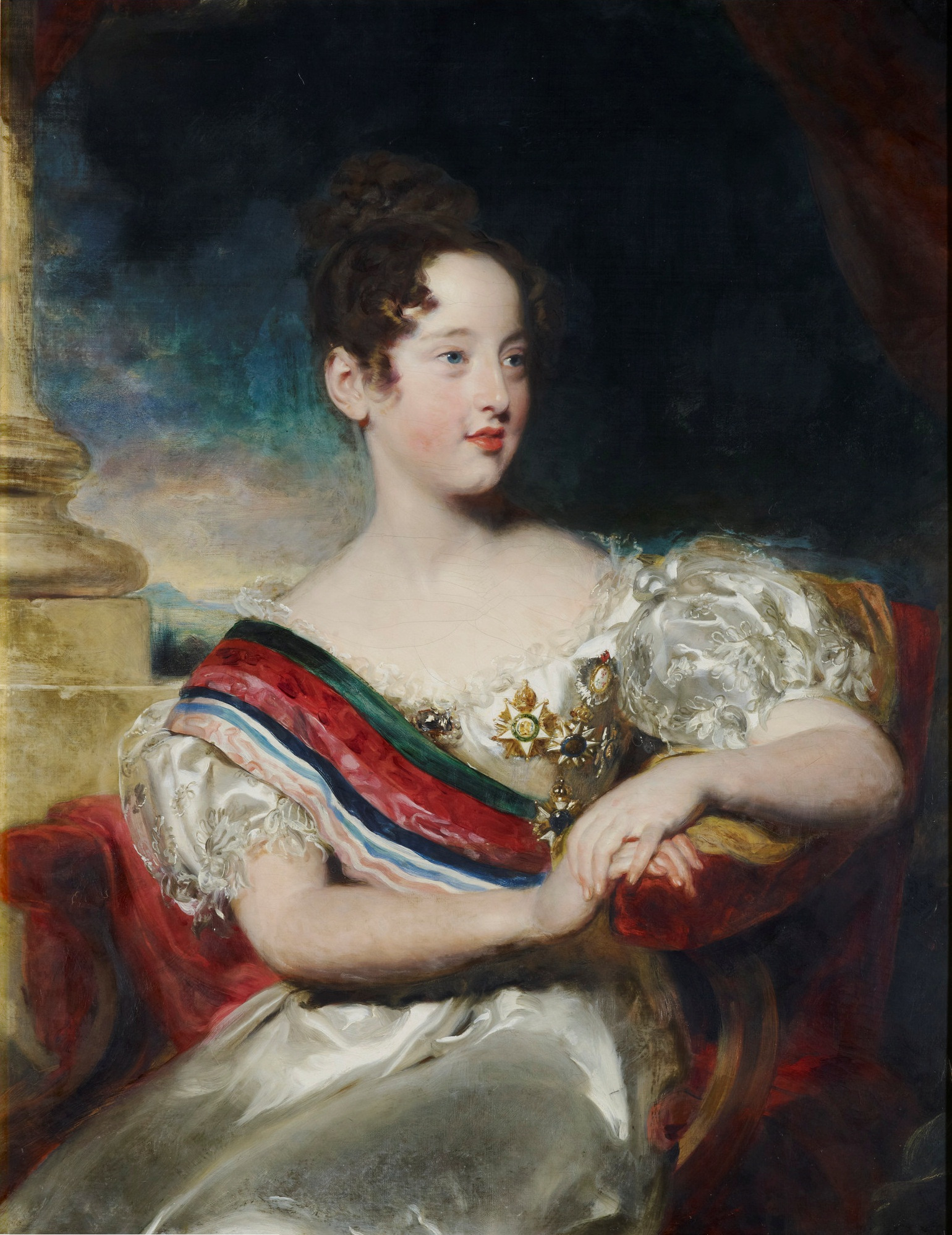
Marie II, reine de Portugal.

  - Hedwige Ire (1372-1399), reine de 1384 à 1399.
  - Anna Jagellon (1523-1596), reine de 1575 à 1586.

- Portugal :
  - Mumadona Dias (...-968), comtesse régnante du Portugal de 943 à 950.
  - Théràse de Léon (1080-1130), comtesse régnante du Portugal de 1112 à 1128.
  - María de Molina (1265-1321), régente de 1295 à 1302 et de 1312 à 1314.
  - Constance (1290-1313), co-régente de 1312 à 1313.
  - Éléonore Teles de Menezes (1350-1386), régente en 1383.
  - Éléonore d'Aragon (1402-1445), régente en 1438.
  - Jeanne (1452-1490), régente en 1471.
  - Marie Ire (1734-1816), reine de 1777 à 1816.
  - Isabelle-Marie de Bragance (1801-1876), régente de 1826 à 1828.
  - Marie II (1819-1853), reine de 1826 à 1828 puis de 1834 à 1853.

- Qasim :

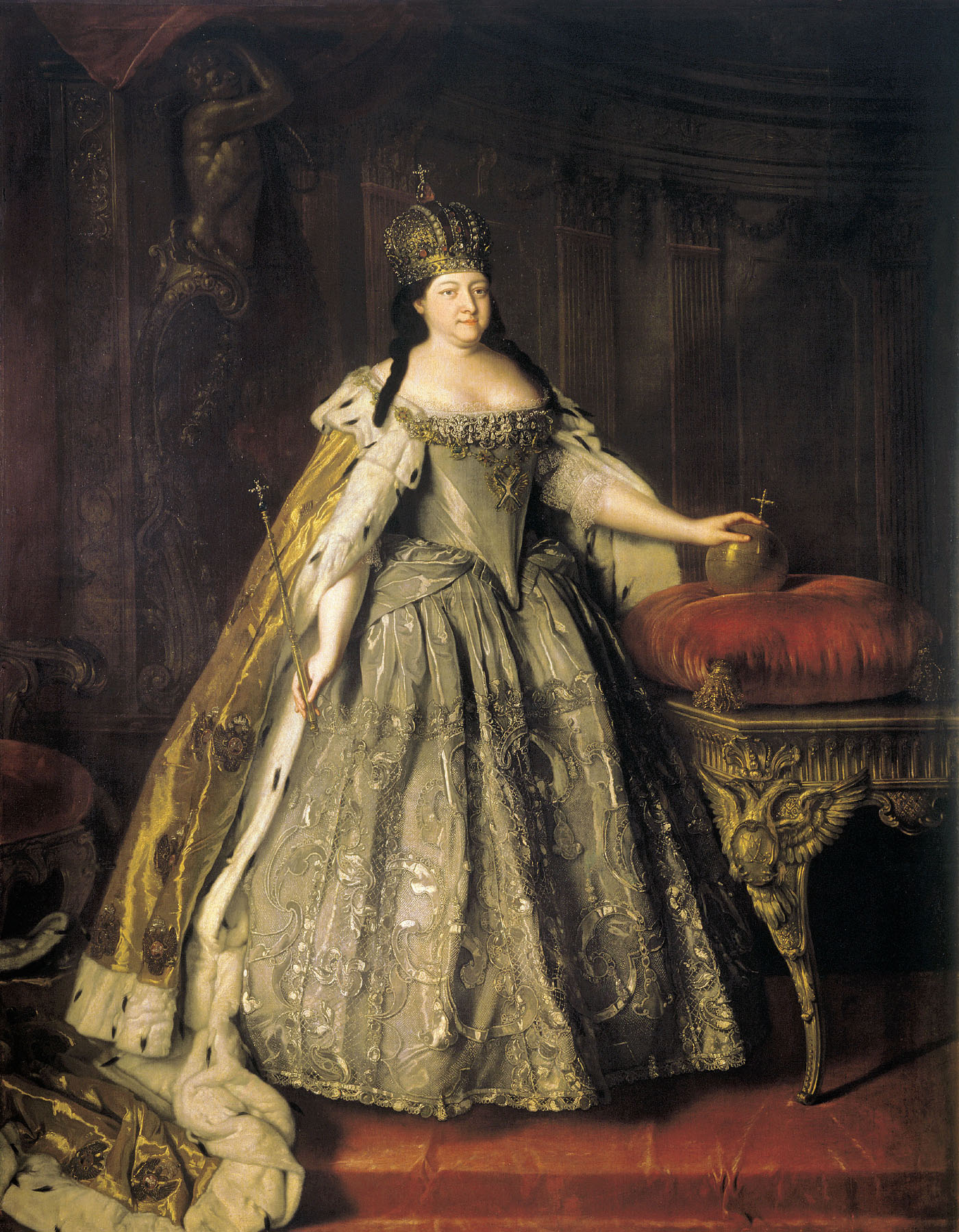
Anne, impératrice de Russie.

Catherine II, impératrice de Russie.

  - Fatima Soltan, khan entre 1679 et 1681.
- Russie :
  - Hélène Glinska (1510-1528), régente de Russie de 1533 à 1538.
  - Irina Godounova (1557-1603), tsarine du 16 janvier au 21 février 1598.
  - Catherine Ire (1684-1727), impératrice du 8 février 1725 au 17 mai 1727.
  - Anne Ire (1693-1740), impératrice du 29 janvier 1730 au 28 octobre 1740.
  - Anna Leopoldovna (1718-1746), régente de Russie de 1740 à 1741.
  - Élisabeth (1709-1762), impératrice du 6 décembre 1741 au 5 janvier 1762.
  - Catherine II (1729-1796), impératrice du 28 juin 1762 au 6 novembre 1796.
- Saint Empire :
  - Nombreuses abbesses-princesses de territoires sous le régime des chapitres de dames nobles, en particulier abbesses de Quedlinburg (Saxe), électrices directes à la Diète
  - Adélaïde de Bourgogne (931-999), régente entre 991 et 995.
- Sardaigne :
  - Eléonore (1340-1404), juge du Judicat d'Arborée entre 1382 et 1400.
- Serbie :
  - Marie (1447-1498), reine entre 1458 et 1459.
- Suède :
  - Ingeborg Hakonsdatter (1301-1361), régente de 1319 à 1327.
  - Marguerite Ire (1353-1412), reine de 1389 à 1412.
  - Christine de Holstein-Gottorp (1573-1625), régente de 1605 à 1611.
  - Christine (1626-1689), reine de 1632 à 1654.
  - Hedwige Éléonore de Holstein-Gottorp (1636-1715), reine de 1654 à 1715
  - Ulrique-Éléonore (1688-1741), reine de 1718 à 1741
- Toscane :
  - Marie-Thérèse d'Autriche (1717-1780), grande-duchesse de Toscane de 1740 à 1748.
  - Marie-Louise de Bourbon (1782-1824), reine-régente d'Étrurie (Toscane) (1803-1807) puis duchesse de Lucques (1815-1824).
  - Élisa Bonaparte (1777-1820), princesse de Lucques et de Piombino en 1805, duchesse de Carrare en 1806, et grande-duchesse de Toscane de 1809 à 1814.
- Tyrol :
  - Marguerite de Carinthie (1318-1368), comtesse de 1335 à 1363.

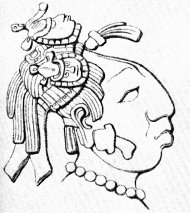
Sak K'uk', reine de Palenque.

## Amérique
- Aztèques de Tepetlaoztoc,
  - Azcasuch
- Mayas de Naranjo
  - Wak Chanil Ajaw, reine de 682 à 741.
- Mayas de Palenque
  - Yohl Ik'nal, reine du 23 décembre 583 au 7 novembre 604.
  - Sak K'uk', reine du 22 octobre 612 au 29 juillet 615.
- Mayas de Tikal
  - Une' B'alam, reine vers 317.
  - Dame de Tikal, reine vers 511-527.
- Mayas de Yaxchilan
  - Ik' Skull
- Brésil
  - Marie Ire (1777-1816), reine de 1815 à 1816.
  - Marie-Léopoldine d'Autriche (1797-1826), régente en 1822.
  - Isabelle (1846-1921), régente de 1871 à 1872, de 1876 à 1877 puis de 1887 à 1888.

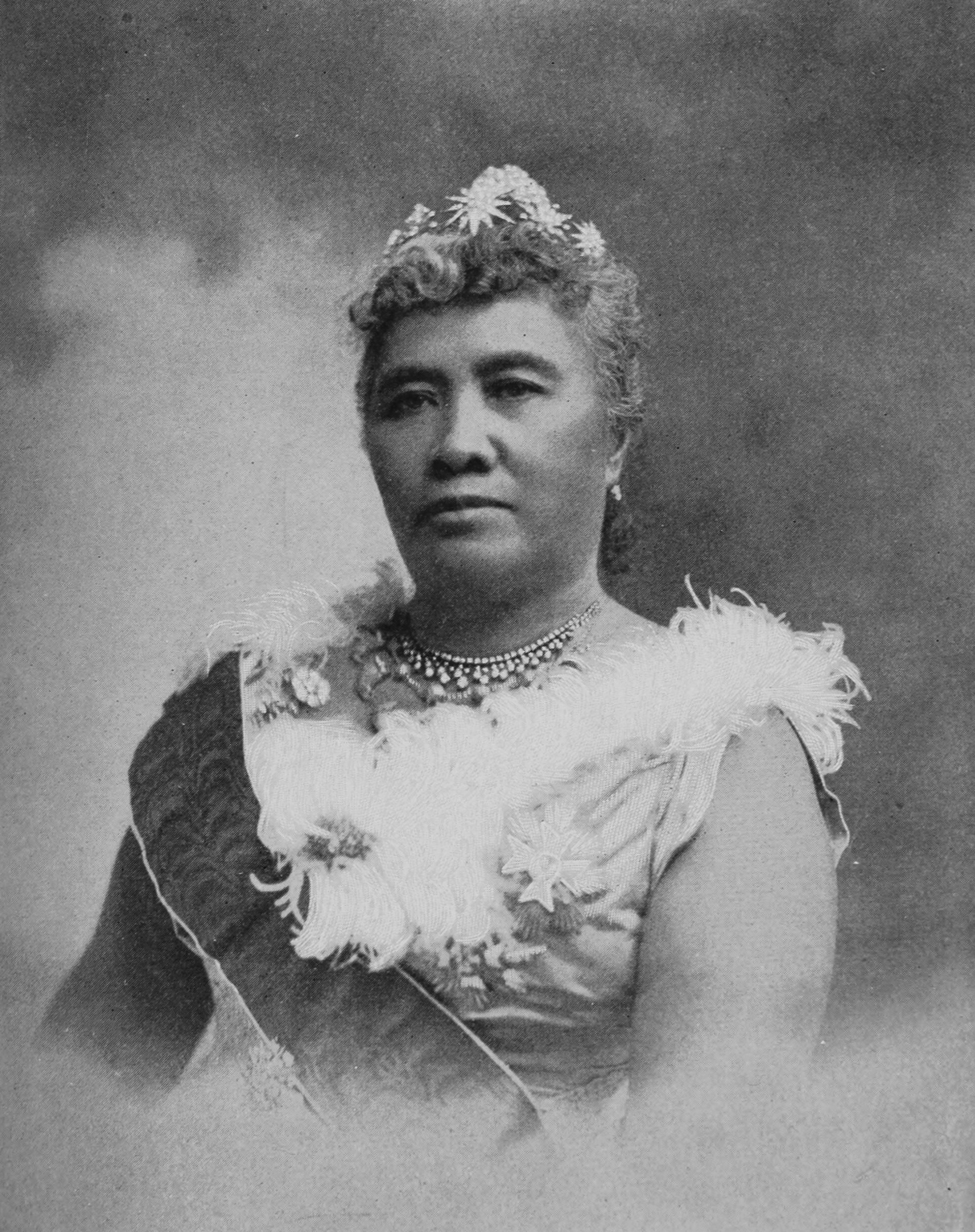
Liliʻuokalani, reine d'Hawaï de 1891 à 1893.

## Océanie

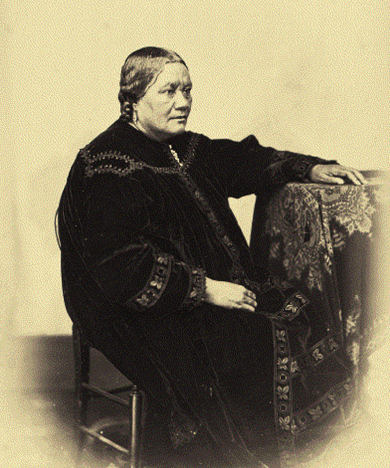
Pōmare IV, reine de Tahiti de 1827 à 1877.

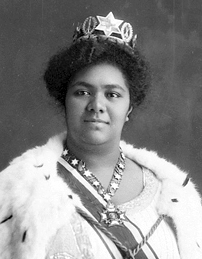
Salote Tupou III, reine de Tonga.

| Nom                      | Royaume | Dates de règne | Remarques                                                         |
| ------------------------ | ------- | -------------- | ----------------------------------------------------------------- |
| Kūkaniloko               | Oahu    | XVIe siècle    |                                                                   |
| Kalaʻimanuʻia            | Oahu    | 1600-1665      |                                                                   |
| Kamakahelei              | Oahu    | 1770-1794      |                                                                   |
| Kaikilani                | Hawaï   | 1575-1605      |                                                                   |
| Keakamāhana              | Hawaï   | 1635-1665      |                                                                   |
| Keākealaniwahine (en)    | Hawaï   | 1665-1695      |                                                                   |
| Kalanikauleleiaiwi (en)  | Hawaï   | 1695-1725      | Conjointement avec son demi-frère Keaweʻīkekahialiʻiokamoku (en). |
| Kamakahelei              | Kauai   | 1770-1794      |                                                                   |
| Kapauanuakea (en)        | Molokai | ?              |                                                                   |
| Kamauliwahine (en)       | Molokai | ?              |                                                                   |
| Hualani (en)             | Molokai | XIe siècle     |                                                                   |
| Kanealai (en)            | Molokai | XVIIIe siècle  |                                                                   |
| Ululani (en)             | Hilo    | XVIIIe siècle  |                                                                   |
| Liliʻuokalani            | Hawaï   | 1891-1893      |                                                                   |
| Te Atairangikaahu        | Maoris  | 1966-2016      |                                                                   |
| Pōmare IV                | Tahiti  | 1827-1877      |                                                                   |
| Teha'apapa Ire (en)      | Huahine | 1760-1790      |                                                                   |
| Teriitaria II            | Huahine | 1815-1852      |                                                                   |
| Teha'apapa II            | Huahine | 1868-1893      |                                                                   |
| Teuhe                    | Huahine | 1888-1890      | En révolte contre sa mère Teha'apapa II.                          |
| Teha'apapa III           | Huahine | 1893-1895      |                                                                   |
| Salote Tupou III         | Tonga   | 1918-1965      |                                                                   |
| Toifale                  | Uvea    | 1825-1829      |                                                                   |
| Falakika Seilala         | Uvea    | 1858-1869      |                                                                   |
| Amelia Tokagahahau Aliki | Uvea    | 1869-1895      |                                                                   |
| Aloisia Brial            | Uvea    | 1953-1958      |                                                                   |

## Femmes monarques de fiction

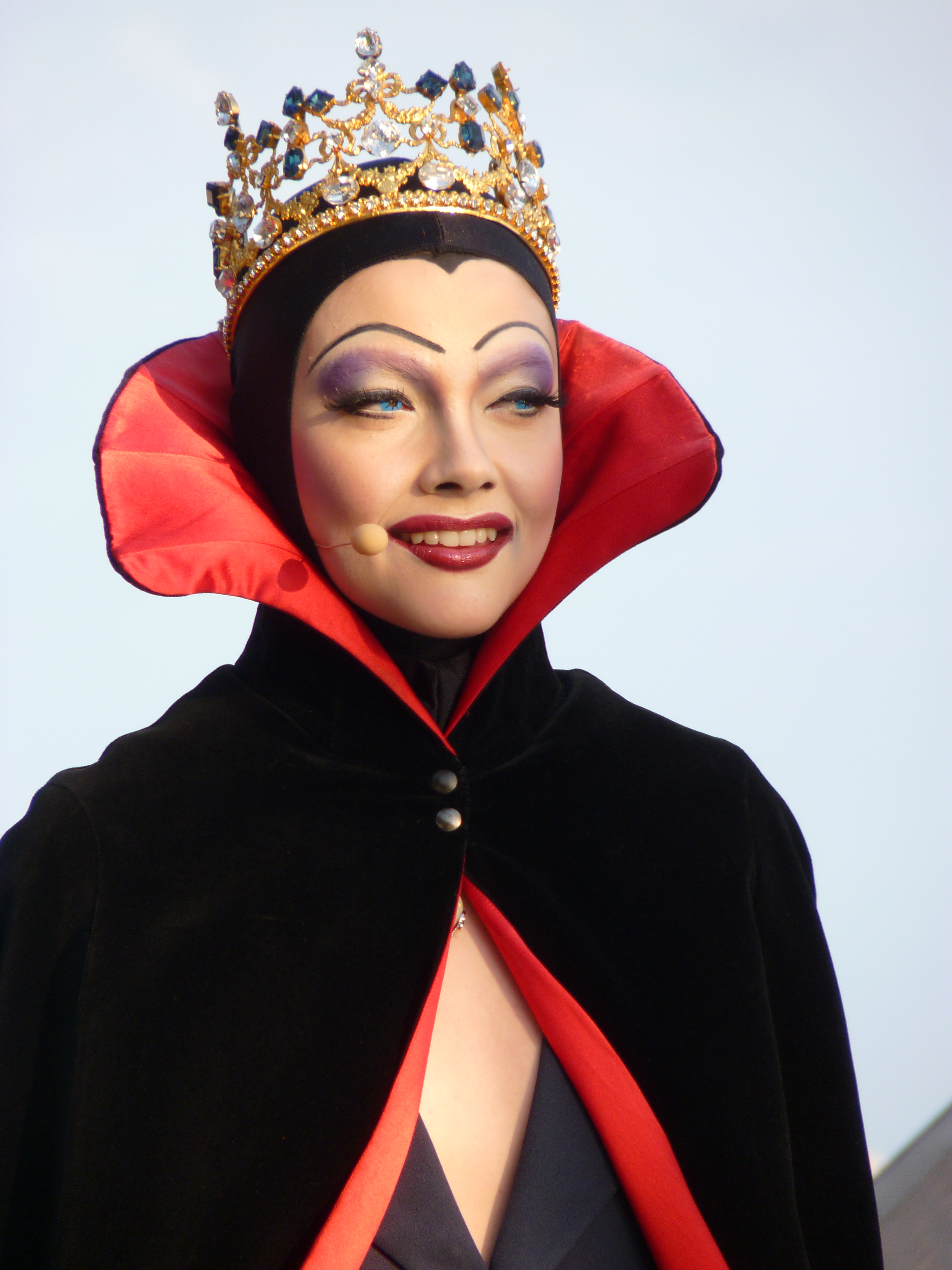
Solweig Rediger-Lizlow déguisée en Reine de Blanche-Neige et les Sept Nains au Festival de Cannes 2012.

- Dans la mythologie grecque, Omphale est reine de Lydie et Didon, reine de Carthage.
- 1812 : la méchante reine dans le conte Blanche-Neige des Frères Grimm (jouée par Charlize Theron dans l'adaptation de 2012).
- 1865 : la Reine de cœur (et la Reine blanche dans plusieurs adaptations cinématographiques) dans le livre Les Aventures d'Alice au pays des merveilles de Lewis Carroll (jouée par Helena Bonham Carter dans l'adaptation de 2010).
- 1921 : la reine Antinéa dans le film L'Atlantide (jouée par Stacia Napierkowska).
- 1932 : la reine Antinéa dans le film L'Atlantide (jouée par Brigitte Helm).
- 1979 : l'impératrice dans le roman L'Histoire sans fin de Michael Ende et dans les adaptations cinématographiques L'Histoire sans fin (1984, jouée par Tami Stronach), L'Histoire sans fin 2 : Un nouveau chapitre (1990, jouée par Alexandra Johnes (en)) et L'Histoire sans fin 3 : Retour à Fantasia (1994, jouée par Julie Cox).
- 1999 : la reine Padmé Amidala dans le film Star Wars, épisode I : La Menace fantôme (jouée par Natalie Portman).
- 2002 : la reine Jamillia dans le film Star Wars, épisode II : L'Attaque des clones (jouée par Ayesha Dharker).
- 2008 : la grande prêtresse Noelite dans le film Babylon A.D. (jouée par Charlotte Rampling).
- 2011-2019 : la reine Daenerys Targaryen (jouée par Emilia Clarke) et la reine régente puis reine Cersei Lannister (jouée par Lena Headey) dans la série télévisée Game of Thrones.
- 2014 : la reine Artémise Ire dans le film 300 : La Naissance d'un empire (jouée par Eva Green).
- 2015 : la reine Isabelle de Caledonia dans l'épisode 1 de la saison 5 de Scandal (jouée par Dearbhla Molloy).